# 캔디 왕국
캔디 왕국(싱할라어: මහනුවර රාජධානි, 타밀어: கண்டி இராச்சியம்)은 오늘날 스리랑카의 캔디를 수도로 하였던 옛 왕국이다. 15세기 무렵 건국하여 19세기까지 유지되었다.
캔디 왕국 이전에 스리랑카 지역에는 코테 왕국이 있었다. 캔디 왕국이 세워지던 무렵 스리랑카는 여러 세력이 난립하는 혼돈기였다. 캔디는 독립 무장 세력으로 출발하여 당시 이웃하였던 자프나 왕국, 남인도의 마두라이 나와크 왕조, 시타와카 왕국, 네덜란드령 실론 등과 동맹을 맺었다 풀기를 반복하며 힘을 키웠고 결국 이들 가운데 최종적으로 생존한 세력이 되었다.
1590년대부터 캔디 왕국은 스리랑카에서 유일한 독립국가로 존재하였고 유럽인의 식민지를 치고 빠지기 전략으로 괴롭혔다. 그러나 결국 영국령 실론과의 싸움에서 패하였다. 1815년 캔디 왕국은 "보호국"으로서 영국령 인도 제국에 흡수되어 식민지가 되었고 이에 반발한 1817년 우바 대봉기가 있었으나 실패하였다. 캔디 왕국은 1815년 멸망하였다.

## 이름
캔디 왕국은 여러 차례 다른 이름으로 불리었다.
- 캔다 우다 파르라타
- 센카다갈라 왕국
- 캔다 우다라타
- 마하누와라 왕국
- 스리 와르다나푸라
- 신할레
- 툰 신할라야 (또는 트리 신할라)
- 캔데 누와라
- 캔디 왕국

## 위치

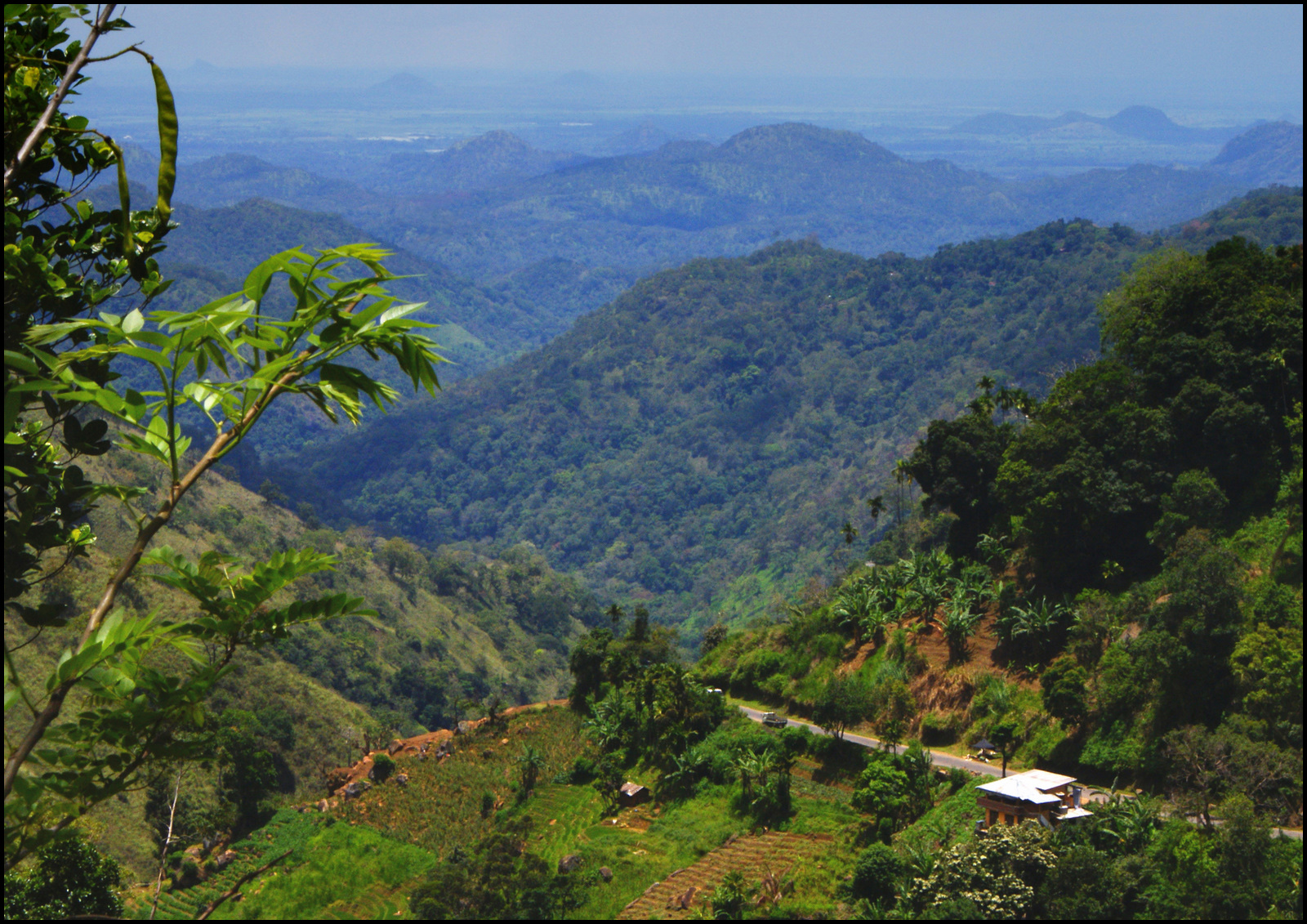
엘라 갭에서 본 스리랑카의 풍경.

캔디 왕국의 영역은 대부분 스리랑카의 산악 지대였다. 산맥의 밀림에서 자원을 얻을 수 있고 내부 분지에서 곡물을 수확할 수 있으며 산맥이 천혜의 방어벽이 되어 주었기 때문이다. 도시로 향하는 길은 철저히 비밀리에 유지되었는데 캔디 왕국의 건국부터 늘 주변의 세력들과 충돌이 있었고 특히 네덜란드와 영국 등의 식민 군대와 일상적으로 전쟁을 하였기 때문이다. 그러나 이 길은 결국 발각되어 캔디 왕국의 마지막 군주였던 스리 위크라마 라자시나(타밀어: ஸ்ரீ விக்ரம ராஜசிங்க)는 사로잡히고 만다. 스리랑카는 우기가 되면 대부분의 길들이 물에 잠겨 사용할 수 없었고 말라리아가 창궐하였기 때문에 캔디 왕국은 오히려 이런 기후를 전쟁에 유리하게 이용하였다. 캔디 군의 전술은 전형적인 유격전으로 적을 기습하고 밀림으로 숨는 "치고 빠지기 전략"을 구사하였다. 캔디 왕국으로 향하는 항구는 바티칼로아가 있었다. 캔디는 해군이 없었기 때문에 스리랑카의 저지대와 항구는 포르투갈과 네덜란드, 훗날 영국 등 제국주의 국가들의 영향력 아래 있었다.

## 역사

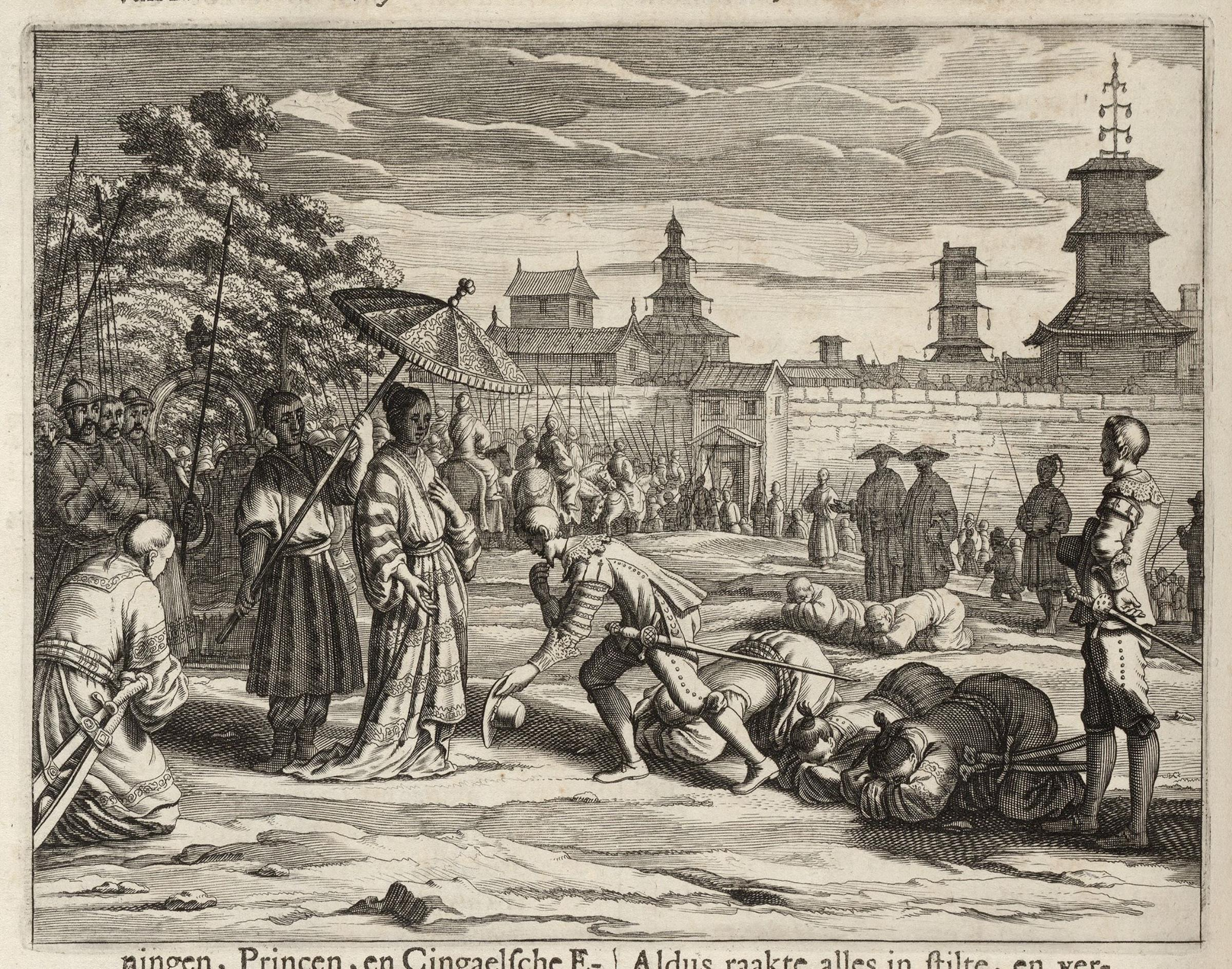
1594년 단투레 전역에서 캔디의 여왕 쿠수마사나 데비를 맞이하는 포르투갈 총독 페드로 로페스 데소사

### 건국
캔디 왕국의 수도였던 센카다갈라푸라(오늘날의 캔디)는 14세기 중반 감폴라 왕국의 비크라마바후 3세(1357년–1374년)에 의해 세워졌다. 스리랑카 중부 산악지대는 15세기 초에서 16세기 후반까지 코데 왕국의 영토였다. 포르투갈 제국의 침공으로 코테 왕국이 약화되자 권력에 공백이 생겼고, 1521년 세 왕자가 아버지인 국왕 위자야바후 6세를 살해하고 나라를 나누어 갖는 위자야바후 시해가 발행한다. 이로서 스리랑카섬은 여러 나라가 난립하는 상황이 되었으며 센카다갈라푸라는 코테 왕국으로부터 독립한다.

### 성장: 1521–1594년

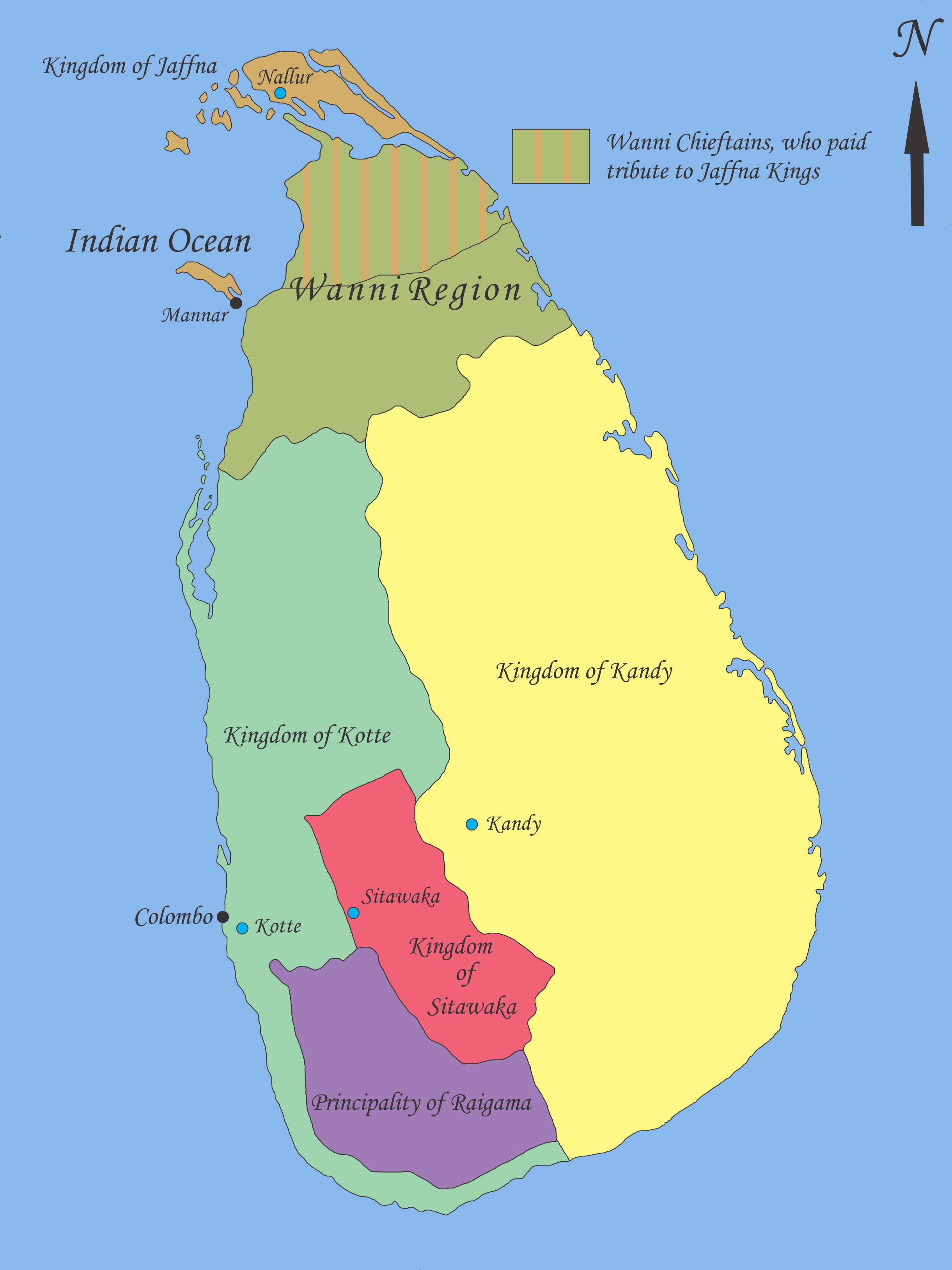
1521년 당시 스리랑카의 정세. 노란색이 캔디 왕국으로 최대 판도를 확보하였다.

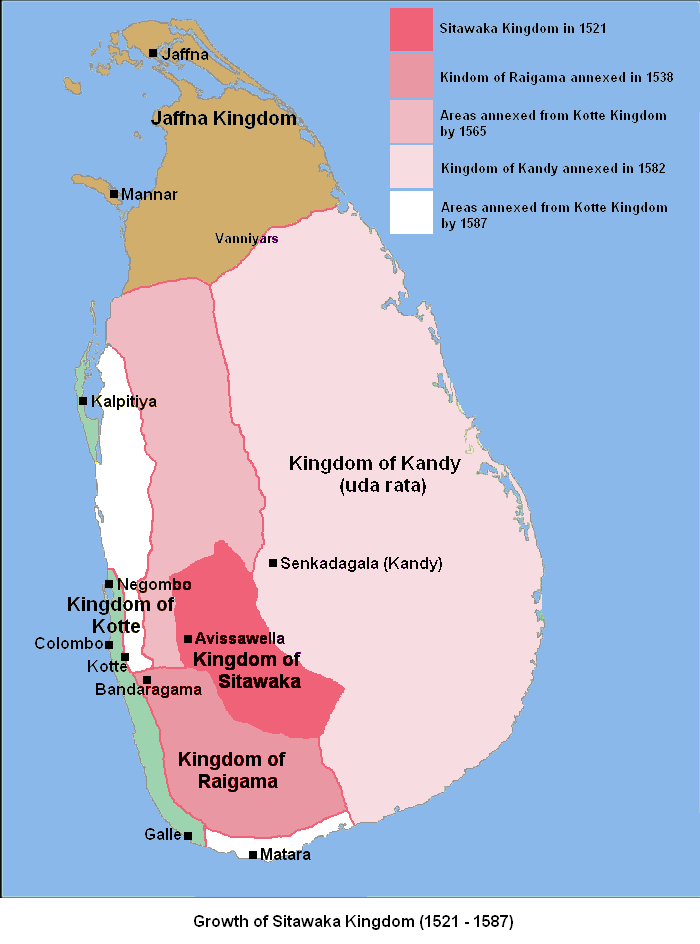
시타와카 왕국의 확장. 1521–1594년

1521년 위자야바후 시해 이후 코테 왕국은 시타와카, 라이가마, 부와네카바후의 세 나라로 분열되었다. 이 가운데 시타와카가 다른 나라를 누르고 크게 확장하였다. 시타와카의 성장은 캔디 왕국에 큰 위협이었다. 1522년 캔디 왕국은 시타와카의 위협에 맞서 포르투갈과 동맹을 맺었다. 그러나 포르투갈은 1546년 오히려 코테 군과 연합하여 캔디 왕국을 침공하였다. 그러자 캔디 왕국은 1560년 북부의 자프나 왕국에 지원을 요청하였다.
포르투갈은 1574년과 1581년 두 차례에 걸쳐 캔디 왕국을 침공하였다. 1581년에는 예전에 포르투갈과 싸워 큰 승리를 한 바 있는 시타와카의 라자시나 1세가 캔디를 침공하였다. 캔디의 국왕 카랄리야데 쿠마라 반다라는 패주하여 자신의 딸 쿠수마사나 데비와 사위 야마싱게 반다라와 함께 북쪽의 자프나 왕국으로 피신하였다. 여기서 국왕은 사망하였고 딸과 사위는 포르투갈에 자신들의 신변을 의탁하였다. 포르투갈은 둘에게 기독교 세례를 치르고 도나 카테리나와 돈 필리페라는 세레명을 주고 포르투갈의 꼭두각시 역할을 하도록 하였다. 포르투갈은 불교가 국교인 캔디에 대해 호법신을 자처하였다. 당시 포르투갈령 실론은 스리랑카섬 서부 연안을 장악하고 있었지만 내부 산지에는 전혀 영향력을 행사하지 못하는 상태였다.
시타와카는 전쟁에서 승리하였으나 캔디를 정복할 수 없었다. 침공 직후부터 위라순다라, 무디야네스, 라이아싱게 등의 태수들이 항쟁을 벌였기 때문이다. 이후로도 캔디의 각지에서 시타와카에 반발하는 무장세력들이 산지를 끼고 투쟁을 계속하였다. 그러나 이들 태수들 역시 서로 주도권을 놓고 암투를 벌였다. 위라순다의 아들 코나푸 반다라는 아버지가 라이아싱게에게 살해되자 1591년 포르투갈 식민지로 들어갔고 거기서 도나 카테리나가 된 쿠수마사나 데비와 결혼하였다. 그는 1594년 캔디로 돌아와 수도를 함락하고 위말라다르마수리야로 즉위하였다. 위말라다르마수리야는 시타와카를 격퇴하고 포르투갈의 간섭도 물리쳐 자신의 지위를 지킬 수 있었다.
위말라다르마수디야의 즉위 무렵 스리랑카섬의 상황은 극적인 변화를 맞았다. 포르투갈은 1591년 자프나의 국왕 푸위라이아 판다람을 폐위시켰고 1594년 그의 아들 에티리마나 신캄을 꼭두각시로 앉혔다. 한편 시타와카의 라이아싱게 1세가 1594년 사망하자 시타와카 왕국은 붕괴되었다. 이로서 캔디 왕국은 포르투갈의 식민지를 제외하면 스리랑카에서 유일한 정치 권력이 되었다. 1595년 위말라다르마수리야는 싱할라인들이 진정한 국왕의 권위로 인정하는 부처의 치아 진신사리를 캔디에 봉안하였다. 한편 포르투갈은 스리랑카섬 내륙에 대한 식민 지배를 위해 캔디를 침공하였다. 이 침공으로 시작된 단투레 전역은 1594년 7월에서 10월까지 계속되었고 캔디 왕국은 결국 포르투갈을 물리쳤다. 포르투갈은 병력의 절반을 잃고 아무런 소득 없이 식민 거점인 콜롬보로 회군하였다.
포르투갈과 캔디 왕국간의 무력 충돌은 이후로도 간간히 일어났다. 1604년 포르투갈은 발라네를 함락시키고자 하였으나 현지 용병인 라스카린이 이를 반대하여 집총을 거부하자 별 수 없이 회군할 수 밖에 없었다.

### 네덜란드의 등장과 포르투갈 축출: 1594–1739년

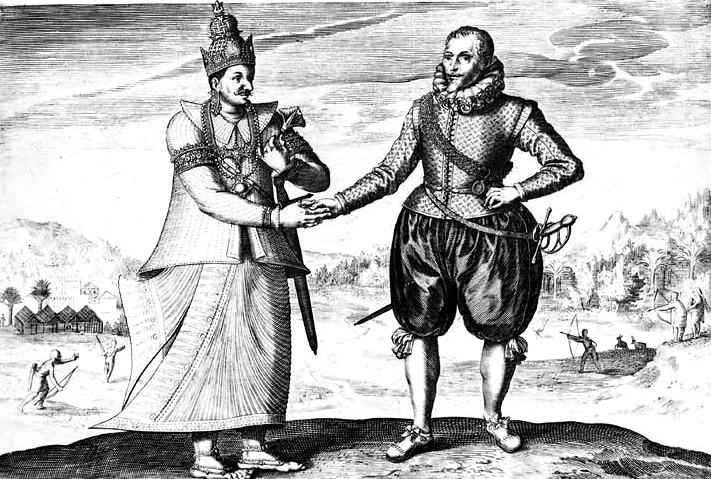
1603년 조리스 반 스필베르겐을 만나는 위말라다르마수리야 1세

캔디 왕국이 네덜란드 공화국과 관계를 맺게 된 것은 1602년 6월 2일 네덜란드 탐험가 조리스 반 스필베르겐이 스리랑카에 당도한 이후이다. 그해 후반기에 네덜란드 동인도 회사는 사발드 드 위르트를 스리랑카섬으로 파견하여 무역 협정을 협의하였다. 그러나 사절단이 병에 걸리자 캔디 측은 전통적인 치료법을 쓰려 하였고 이것이 오해를 불러 사절단과 캔디 측의 싸움으로 번졌다. 이 과정에서 위르트와 수행원 다수가 살해되었다.
위말라다르마는 1604년 사망하였고 왕위는 그의 사촌 세나라트가 계승하였다. 세나라트는 승려였지만 국왕이 사망하자 승가를 떠나 환속하여 당시 형사취수의 관습에 따라 도나 카테리나와 결혼하였다. 세나라트가 즉위하자 우바의 왕자였던 쿠루위타 랄라가 반기를 들었다. 세나라트는 반군을 피해 수도를 떠났다. 내분으로 왕국이 약화되자 포르투갈은 1611년 우바의 왕위 주창자를 돕는다는 명분으로 수도를 침공하여 불태웠다. 1619년 자프나의 마지막 왕 칸킬리 2세가 퇴위되고 포르투갈은 자프나 왕국을 병합하였다. 이때까지 세나라트는 살아 있었으며 왕권 회복을 위해 네덜란드 동인도 회사의 지원을 요청하고 있었다. 의외로 덴마크 동인도 회사가 도움을 자청하여 1620년 함대를 파견하였다. 그러나 이 시도는 포르투갈에 의해 좌절되었다.
포르투갈은 1620년대에 스리랑카섬에 대한 지배력을 강화할 목적으로 콜롬보와 갈을 요새화 하고 칼루타라, 트링코말리, 바티칼로아와 같은 항구 역시 요새를 건설하였다. 1630년 8월 2일 란데니웰라에서 벌어진 포르투갈과 세나라트가 이끄는 캔디 사이의 전투에서 포르투갈은 궤멸적인 패배를 하였다. 이 전투는 총을 든 포르투갈과 활을 든 캔디 사이에 일어났지만 우기를 맞아 억수같이 쏟아지는 비 때문에 흑색 화약이 모두 젖어 총을 제대로 쓸 수 없었던 포르투갈은 무방비 상태로 화살에 당해야 하였다. 이 전투에서 포르투갈 사령관 콘스탄티노 데 사 데 노로나가 전사하였고 캔디 왕국은 포르투갈 식민지의 상당수를 자신의 영토로 편입하였다. 그러나 세나라트가 1635년 사망하자 캔디 왕국은 다시 내분 상태에 빠졌고 포르투갈은 이 틈을 이용하여 스리랑카에 대한 지배력을 확보할 수 있었다.
왕위는 세나라트의 아들 라이아시나 2세에게 넘어갔다. 그는 1638년 가노루와 전투에서 다시 한 번 포르투갈에게서 대승을 거두었다. 이 전투는 캔디 왕국이 제국주의 국가를 상대로 한 마지막 대승이었다. 한편 네덜란드 동인도 회사령 바위타에 근거지를 마련한 네덜란드는 동남아시아에서 점차 영향력을 키워가고 있었다. 네덜란드는 근거리가 확보되자 스리랑카섬의 포르투갈 식민지를 공격하기 시작하였고 1639년에 바티칼로아와 트린코말리를, 1640년에는 갈을 함락하여 자신들의 지배 아래 두었다. 그 사이 캔디 왕국은 스리랑카섬 내륙에서 포르투갈을 축출하고 영토를 넓혔다.

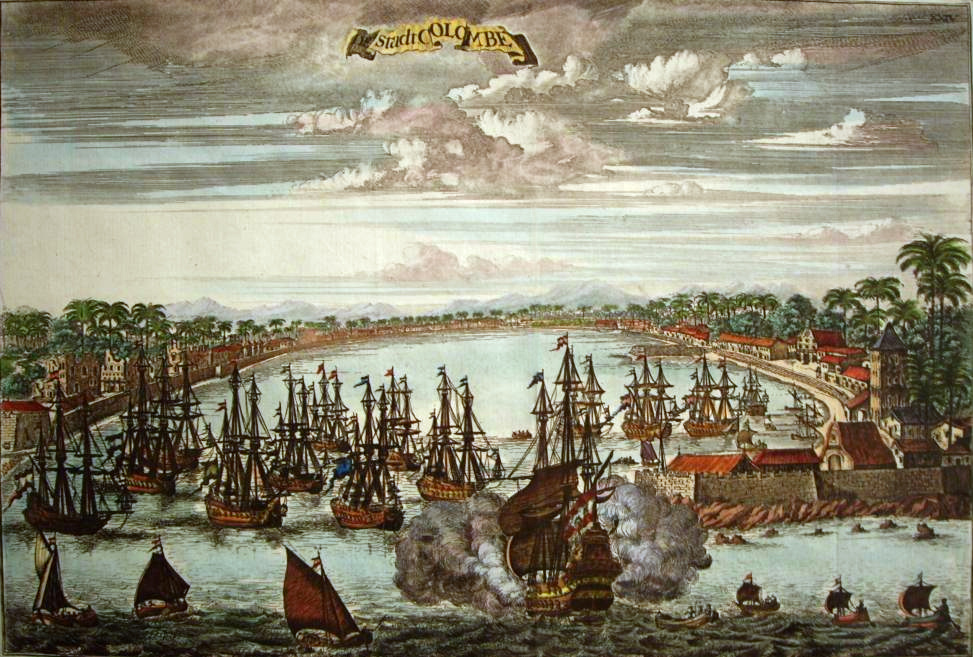
1690년 무렵 네더란드령 콜롬보

1640년대에 들어 캔디 왕국과 네덜란드 사이의 우호적인 관계는 점차 유지되기 힘든 상황으로 변해갔다. 1650년대에도 둘은 연합하여 포르투갈 군을 몰아냈지만 1656년 6개월에 걸친 포위 끝에 콜롬보가 함락되고 포르투갈이 스리랑카섬을 완전히 떠나자 결국 둘의 동맹 역시 깨어지게 되었다. 캔디의 라이아시나 2세는 콜롬보가 캔디의 영토이며 도시를 파괴할 것이라고 주장하였으나 네덜란드는 이를 거부하고 캔디 군을 공격하여 콜롬보 인근에 접근하지 못하게 하였다. 한편 캔디에서는 1664년 반란이 발행하여 라이아시나 2세는 퇴각할 수 밖에 없었고 네덜란드 군은 1665년 캔디의 수도를 포위하는 한편 항구 도시들을 점령하였다. 1672년 라이아시나 2세는 이번엔 프랑스 제국에 동맹을 요청하여 함대를 파견하게 하였으나 네덜란드 측에 격퇴되었다. 캔디는 영토 회복을 위해 1675년과 1684년 다시 한 번 전쟁을 벌였으나 1684년 라이아시나 2세가 사망하자 연안에 대한 지배력을 완전히 상실하였다
왕위를 계승한 라이아시나 2세의 아들 위말라다르마수리야 3세는 1687년에서 1707년까지 20년 동안 재위하였다. 그는 재위 기간 대부분 동안 네덜란드와 평화로운 관계를 유지하였으나 1701년 무역 전쟁이 일어나자 국경을 폐쇄하고 푸탈람과 코티와르에 새로 항구를 개설하여 독자적인 무역을 진행하였다. 이로서 네덜란드는 스리랑카섬 빈랑 무역을 완전히 잃게 되었다. 1707년 위말라다르마수리야 3세가 사망하고 그의 아들 위라 나렌드라시나가 계승한 뒤에야 캔디 왕국은 국경 봉쇄를 풀고 무역을 재개하였다.
1720년대와 1730년대에 걸쳐 저지대에서는 몇 차례에 걸쳐 식민 지배에 반대하는 봉기가 일어났다. 1736년 캔디 왕국은 네덜란드에 전쟁을 선언하였지만 1년 뒤 다시 평화 조약을 맺었다.

### 나와크 시대와 영국의 등장: 1739–1803년
1739년 나렌드라시나가 사망하였을 때 후계자로는 아들 우나부웨 반다라가 있었지만 왕위의 계승은 양친 모두 크샤트리야이어야 한다는 캔디의 국법 때문에 왕위 계승이 거부되었다. 어머니가 낮은 계층의 카스트이었기 때문이다. 비구 웰리위타 사란카라는 나렌드라시나의 친족 가운데 텔루구어와 타밀어를 할 수 있는 마두라이의 나와크 가문에서 국왕을 모셔올 것을 제안하였다. 이로서 캔디 왕국의 왕가는 나와크가로 교체되었다. 1739년 말 스리 위이아야 라이아사나가 즉위하였다. 그는 텔루구 출신으로 힌두교의 시바파 신자였지만 즉위를 위해 상좌부 불교로 개종하였다. 나와크가는 스리랑카섬에서 불교 관습에 따라 통치하였다. 공식 언어는 타밀어였지만 주민의 대다수가 싱할라족이었기 때문에 법정에서는 싱할라어가 함께 사용되었다.
새롭게 등장한 나와크 왕가는 네덜란드와 평화로운 관계를 유지하였다. 후계자 키르티 스리 라이아시나 시기인 1749년과 1760년에는 반란이 있었고 국왕의 지배력은 약화되었지만 이 시기 나와크 왕가는 스리랑카섬의 불교와 캔디 문화에 잘 융화되어 지배하였다.
이 시기 동남아시아의 네덜란드 식민제국의 스리랑카섬에 대한 최대 관심사는 계피 무역의 독점이었고 그것을 제외하면 되도록 캔디 왕국과 충돌하는 것을 피했다. 1741년과 1743년, 1745년 저지 식민지에서는 봉기가 일어났지만 네덜란드는 전면전으로 확대되는 것을 경계하였다. 그러나 1761년 키르티 스리 라이아시나는 저지대에 대한 대규모 공격을 시작하였고 네덜란드가 반격하면서 밀고 밀리는 전투가 1765년까지 계속되었다. 전쟁은 네덜란드에 유리하게 전개되었고 결국 네덜란드는 캔디의 수도를 불태웠다. 상황이 불리하게 돌아가자 캔디는 영국에 지원을 요청하였으나 실패하였다. 전통적인 캔디의 무역항인 푸탈람을 비롯하여 스리랑카섬의 해안 전역이 네덜란드의 지배 아래 들어가게 되자 캔디는 내륙에 고립되었다. 이후 네덜란드와 캔디 왕국은 1796년까지 평화 관계를 지속하였다.
영국인이 스리랑카를 처음 상륙한 것은 1590년대로 폭풍을 피해 들어온 상선의 선원이나 해적과 같은 부류였다. 네델란드령 실론의 변화는 유럽에서 시작되었다. 프랑스 혁명의 여파로 네덜란드에서 바타비아 공화국이 수립된 이후 네덜란드는 안팍의 혼란으로 스리랑카에서 지배력이 약화되었다. 이 틈을 비집고 영국이 급속하게 세력을 넓히기 시작하여 1795년 트린코말리, 바티칼로아 등의 항구를 점령하기에 이른다. 결국 영국은 콜롬보를 점령하였고 스리랑카섬의 제국주의 국가는 네덜란드에서 영국으로 교체되었다.

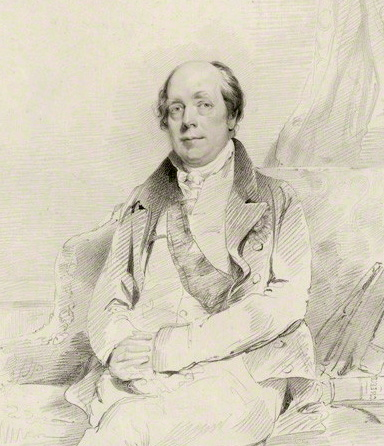
영국의 실론 총독 프레드릭 노스

1796년 1월 국왕 키르티 스리 바이아시나가 사망하자 왕위는 동생 스리 라이아디 라이아시나에게 넘겨졌다. 새 국왕은 이전에 해안선을 포기하였던 조약을 파기하였다. 캔디 왕국이 조약 파기를 선언하자 영국은 즉각 새롭게 빼앗은 식민지에 대한 행정을 강화하였고 초대 총독으로 프레드릭 포스를 임명하였다.
스리 라이아디 라이아시나는 즉위 2년 만은 1798년 7월 26일 사망하였고 후계자가 없었다. 이를 기회로 영국은 영국 동인도 회사와 국왕이 공동으로 관리하는 영국령 실론을 세웠다. 영국령 실론은 1802년 왕령식민지가 되었다. 한편 캔디 왕국은 여러 왕족이 왕위를 놓고 내분 상태에 빠졌다. 한편 캔디 왕국의 수상 필리마탈라우와는 영국과 공모하여 스스로 왕위를 찬탈하고자 하였다. 며칠 간의 어수선한 음모와 갈등 끝에 스리 위크라마 라자시나가 왕위에 즉위하였다. 그는 캔디 왕국의 마지막 국왕이었다.
1802년 아미앵 조약에 따라 영국은 바타비아 공화국에게서 빼앗은 식민지를 반환하여야 하였다. 그러나 영국은 스리랑카섬을 포기할 의사가 없었고 여전히 무역을 독점하였다. 영국이 스리랑카에서 가져가는 자원으로는 진주, 목화 플랜테이션, 소금, 담배 등이 있었다. 한편 스리랑카섬의 특산물이었던 계피는 네덜란드가 이미 암스테르담에 충분히 재고를 비축하고 있는 상태였기 때문에 독점적인 수익을 낼 수는 없었다.
영국은 이 참에 스리랑카섬의 내륙을 포함한 전역을 식민지로 지배하기로 마음 먹었다. 노스 총독은 캔디 왕국에 대한 침공을 명령하여 1803년 1월 31일 제1차 캔디 전쟁이 일어났다. 그러나 지휘관이 병에 걸리고 전투 역시 만만치 않아 영국은 고전을 면치 못하였다. 캔디 왕국은 마하왈리강에서 영국군을 맞아 승리하였다. 그러나 첫 전투의 승리에도 불구하고 전쟁은 2년간 계속되었으며 전황은 캔디 왕국에 불리하게 돌아갔다.

### 합병과 저항: 1803–1817년

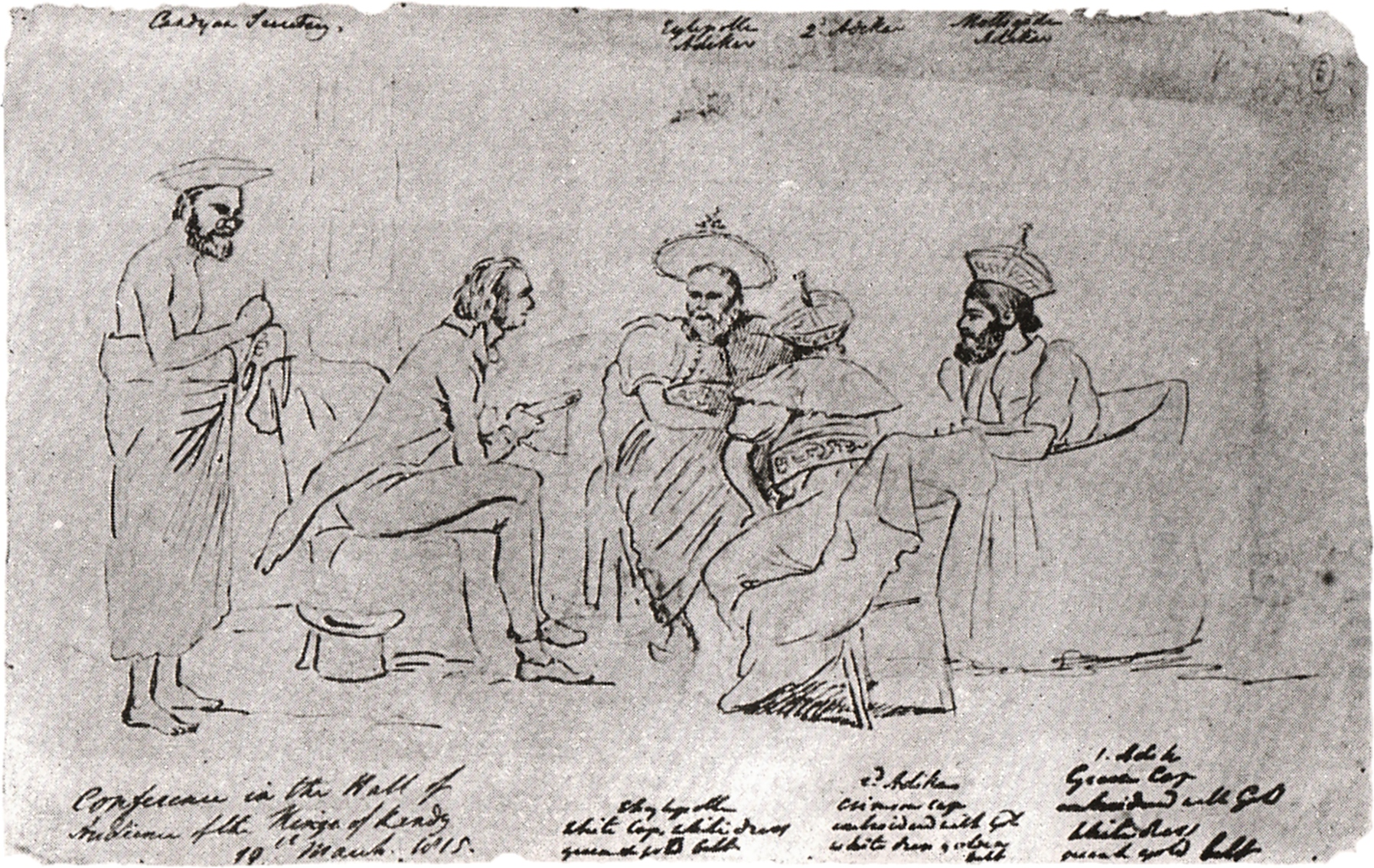
영국측 종군 화가가 그린 캔디의 에헬레올라, 몰리고다, 카푸와타.

영국은 캔디와의 전쟁에 상궁글로라 불리던 말레이족 용병을 투입하였다. 이들은 밀림 전투에 능했고 외부인이 찾기 힘든 숲 속 길도 잘 찾았다. 캔디는 결국 수도가 함락되어 불탔다. 영국은 꼭두각시 국왕으로 무투사미를 앉히고 도시를 약탈한 뒤 귀환하였다. 이로서 캔디는 영국의 종속국이 되었다.
그러나 캔디 왕국의 국왕 스리 위크라마 라이아시나는 수도를 포기하였을 뿐 여전히 건재하였으며 식민 지배에 저항하는 각지의 봉기가 이어졌다. 가장 강력한 봉기는 1810년 밀라마 달라웨가 일으킨 봉기였으나 영국에 사로잡혀 처형되었다. 영국은 사로잡힌 저항군을 대중 앞에서 공개 처형하였다.

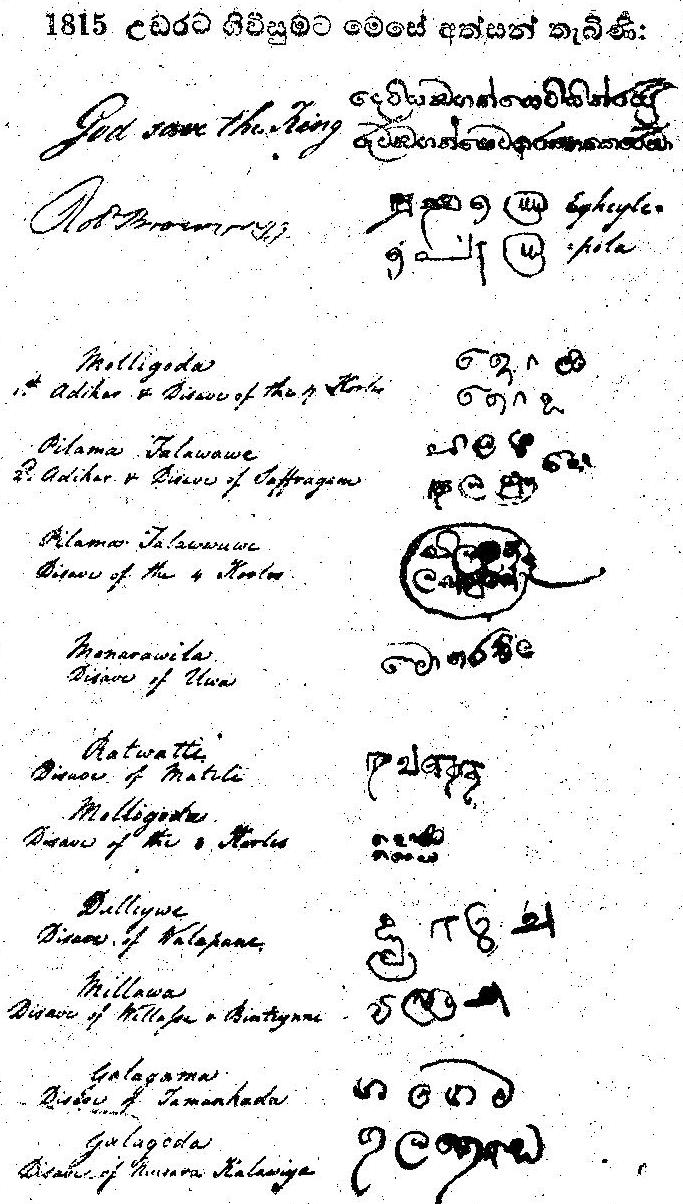
캔디 협약

잠시 소강상태를 보이던 봉기는 1814년 11월 다시 시작되었고 영국은 내륙 깊숙이 캔디 군을 쫓았다. 1815년 영국은 캔디의 마지막 국왕 스리 위크라마 라이아시나와 그의 가족을 사로잡았다. 영국은 국왕 일가를 인도로 호송하여 가택에 연금시키고 감시하였다 스리 위크라마 라이아시나는 1832년까지 연금 생활을 하다 사망하였으며 그의 아들 역시 후계 없이 1843년 사망하여 나와크 왕가는 절멸하였다.
1815년 3월 2일 영국은 캔디의 귀족들과 캔디 협약을 채결하여 귀족들의 지방 통치를 인정하고 불교를 보호하겠다는 조건으로 캔디 왕국을 합병하였다. 그러나 지방 귀족들 가운데 일부는 여전히 영국에 저항하였다. 특히 1817년 우바 대봉기는 우바주를 중심으로 이듬해인 1818년 11월까지 계속되었다. 영국은 초토화 작전으로 이들을 진압하였다. 영국은 15세에서 60세 사이의 남성을 학살하였으며 마을을 불태우고 가축을 죽였다. 이 과정에서 1만 명이 넘는 사람들이 죽었다.
캔디 왕국이 멸망한 이후 영국은 스리랑카섬 전체를 영국령 실론으로 식민 지배하였다. 영국의 식민 지배는 1948년까지 지속되었다.

## 행정

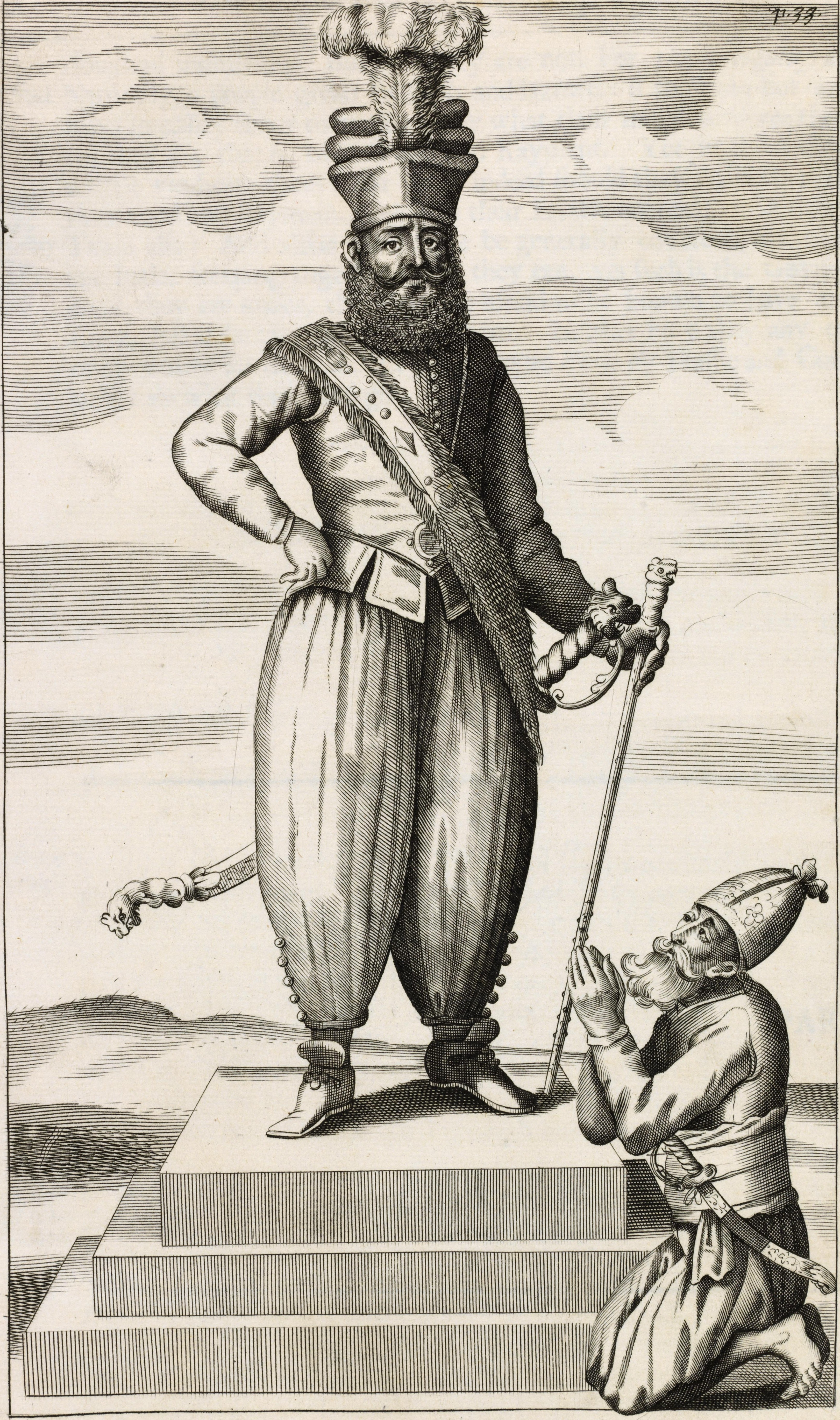
캔디의 라자싱하 2세와 그의 발밑에 있는 마하 아디가르

### 국왕
틀:캔디 군주
캔디 행정 체계에 따르면, 국왕은 모든 분야의 수장이었다. 그는 또한 "란케슈와라 트리스인할라디슈와라"로 알려졌다. 국왕이 모든 토지를 소유했으며, 따라서 "부파티"로 알려졌다. 국왕이 "아디슈와라"라고 불렸음에도 불구하고, 주요 추장들과 불교 승려들과 상의하는 것이 관례였다. 국왕은 당시 대중적인 관습과 전통을 따라야 했으며, 그렇지 않으면 따르지 않을 경우 백성들이 그에게 반항했을 것이다. 이러한 관습을 따르지 않는 것은 국왕의 권력에 해로울 수 있었으며, 캔디의 위크라마 라자싱하가 불교 승려들과 추장들의 조언을 무시하고 오래된 전통을 따르지 않았기 때문에 영국에 항복해야 했던 것이 그 예이다. 국왕은 민사 및 형사 사건에서 사법 권한을 가졌다.
캔디의 왕들은 캔디의 비말라다르마수리야 1세와 함께 섬 전체의 통치자가 되었다.

### 관직
국왕은 신뢰할 수 있고 유능하다고 판단되는 사람들을 고위 관직에 임명했다.
아디카르
국가의 최고 관직은 팔레감파헤와 우다가파헤라는 두 명의 아디카르(아디카람으로 알려짐)였다. 이들은 각자의 관할 구역 내에서 동등한 권한과 특권을 가졌다. 팔레감파헤 아디카르는 우다가파헤 아디카르보다 우선권을 가졌다. 아디카르는 마하 닐라메(대관)라는 칭호로 다른 추장들과 구별되었다. 이 직책은 국왕의 재량에 따라 평생 동안 유지될 수 있었으며, 국왕의 불쾌감을 사지 않는 한 시간 제한이 없었다. 경찰과 감옥은 그들의 통제하에 있었다. 아디카르는 모든 다른 추장, 수석 승려의 임명, 토지 부여 또는 봉사에 대한 보상에 대해 자문을 받았다. 이 직책은 세습이 아니었지만, 같은 가문 출신들이 임명되기도 했다.
디사웨
디사웨는 지방 총독이었다. 캔디 왕국은 21개의 지방으로 구성되어 있었는데, 그 중 12개의 주요 지방을 데사보니라고 불렀으며, 각 지방은 디사바라는 족장이 총독으로 다스렸다.
이들은 다음과 같다:
- 하타라 코랄라야 (네 개의 코랄라)
- 하트 코랄라야 (일곱 개의 코랄라)
- 우바
- 마탈레
- 사바라가무와
- 툰 코랄라야 (세 개의 코랄라)
- 왈라파네
- 우다팔랄라
- 누와라칼라위야
- 웰라사
- 빈텐네
- 타만카두와

국왕에 의해 임명된 디사바는 국왕의 개인 대표자로서 데사보니에 대한 행정 및 사법 권한을 가졌으며, 민사 및 형사 모두를 다스렸다. 그들은 국왕의 궁정이나 가문에 속한 사람들을 제외하고는 해당 지방 내의 모든 사람과 토지에 대한 관할권을 가졌다. 이 직책은 국왕의 재량에 따라 평생 동안 유지될 수 있었으며, 국왕의 불쾌감을 사지 않는 한 시간 제한이 없었다. 세습되는 직책은 아니었지만, 같은 가문 출신들이 임명되기도 했다.
마하레캄
(싱할라어로 최고 비서)은 캔디 왕국의 부서들을 총괄하는 최고 책임자였다.

라테 마하트마야
라테 마하트마야는 우다누웨레, 헤와헤테, 야티누웨레, 코트말레, 툰파나헤, 둠바라 등 소규모 지역의 총독이었다.
디야와다나 닐라메
디야와다나 닐라메는 왕실의 관료로, 부처의 성스러운 이빨 유물에 대한 고대 의식을 보호하고 수행하는 임무를 맡았다. 디야와다나 닐라메는 스리 달라다 말리가와의 모든 측면을 감독할 책임이 있다. 그의 주요 임무 중 하나는 매년 캔디 에살라 페라헤라를 조직하는 것이다.

### 법률 및 형사 사법
캔디 왕국은 수세기 동안 내려온 관습과 전통에 의해 통치되었으며, 이는 왕국에 존재했던 민법 및 형사 사법 체계의 기초를 이루었다. 이 전통 법률의 일부는 현재 스리랑카의 법률 체계에 캔디안 법으로 성문화되었다. 국왕은 원심 및 항소심 모두에서 민사 및 형사 사건에 대한 최종 사법 권한을 가졌다. 주요 추장들은 자신의 관할 구역 내 사람들에 대해 민사 및 형사 관할권을 행사했다.
마하 나두웨
마하 나두웨(대법원)는 국왕, 아디카르, 디사웨, 마하레캄, 모한디람으로 구성되며, 여러 시기와 장소에서 민사 및 형사 사건을 심리하는 최고 법원이었다. 캔디의 법정 언어는 캔디의 나와크 시대에는 타밀어였다.

## 군사

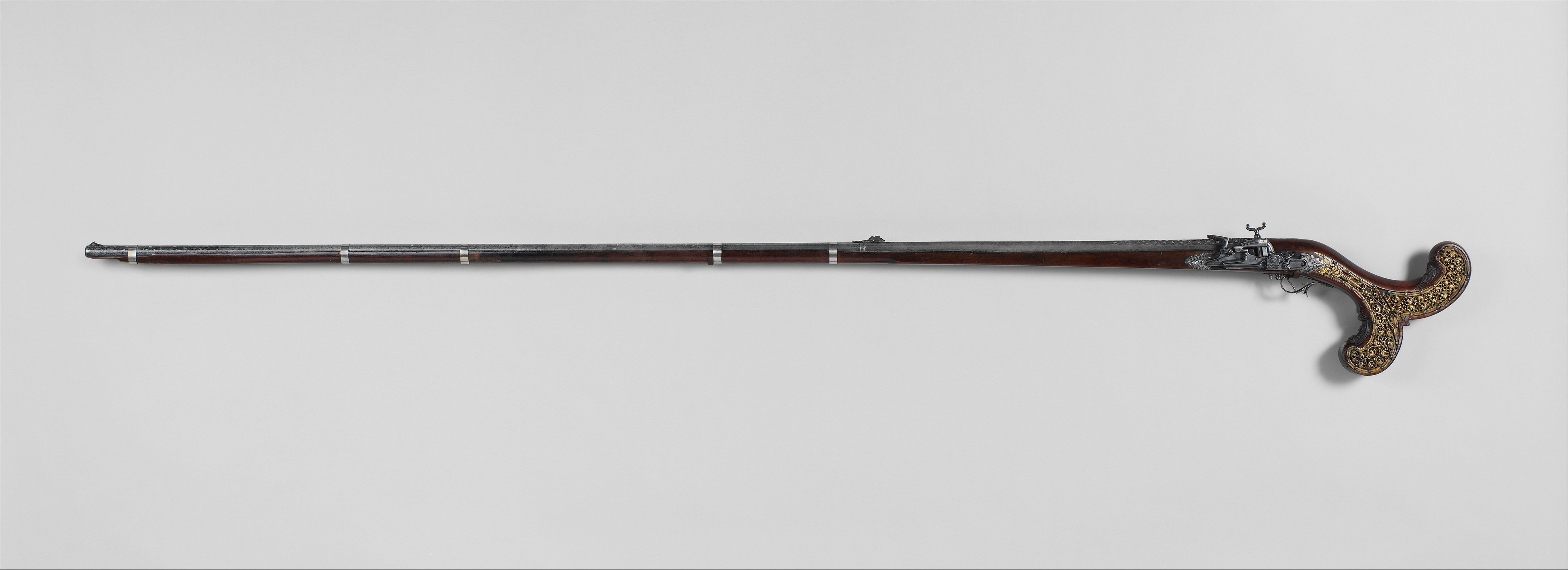
17세기–18세기 부싯돌식 싱할라 장총 "본디쿨라". 총알 발사 장치는 왼쪽에 있고, 두 갈래로 나뉜 개머리판은 싱할라 총에만 있는 독특한 특징이다. 총은 은과 상아 패널로 정교하게 장식되어 있으며, 꽃무늬가 새겨져 있다.

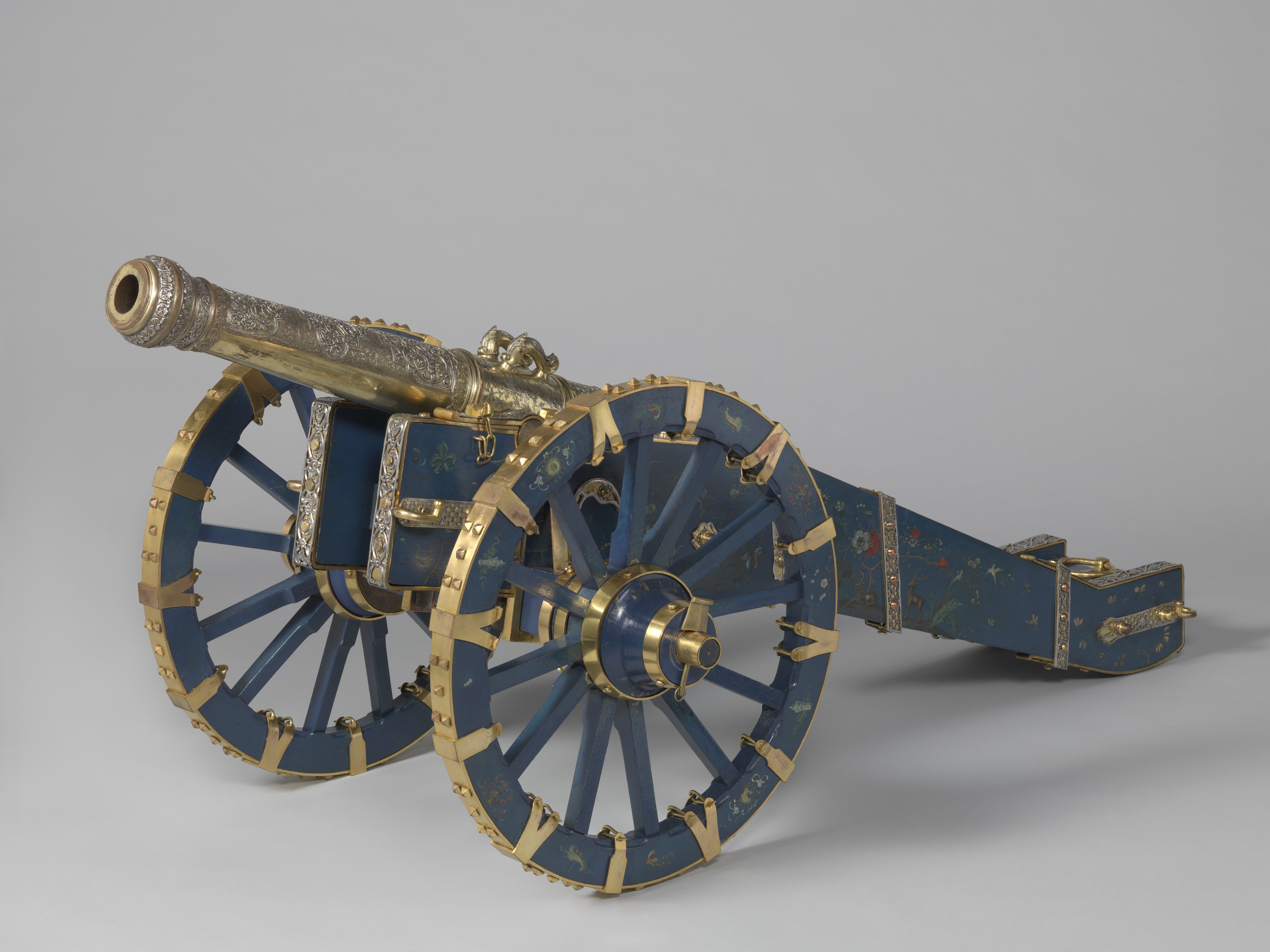
섬세한 은과 금 상감 세공이 특징인 싱할라 청동 대포로, 1745년 르워크(네 코랄레스 지방의 디사바 또는 영주)가 비자야 라자싱하 국왕에게 선물한 것이다.

캔디 왕국은 대규모 상비군을 유지하지 않았다. 국왕은 궁전에 왕실 근위대를 상시 유지했다. 지방에서는 고개와 같은 전략적 요충지를 지키거나 반란을 진압하기 위해 지역 수비대가 유지되었다. 전쟁이나 군사 작전 시에는 이들에게 지역 민병이 추가되었다.
캔디 군대는 역사 내내 왕국의 산악 지형에 크게 의존했으며, 주로 유격전 방식의 일격이탈 전술, 매복, 그리고 신속한 습격에 집중했다. 왕국과 유럽 적대국 간의 충돌의 특징 중 하나는 어느 쪽도 영토를 점령하거나 유지할 수 없었다는 점, 혹은 보급로를 영구적으로 차단할 수 없었다는 점이었다. 1762년 네덜란드가 장기간 동안 성공적으로 이를 해낸 것을 제외하고는 말이다.
16세기와 17세기에 캔디 왕들은 텔루구족 군사 모험가와 같은 용병들에게 의존했다. 나와크가 도착하면서 많은 수의 남인도 타밀 병사들이 왕의 친위대를 구성했다. 이 외에도 이 시기에는 다양한 유럽인들이 왕의 군대에서 복무했으며(포병장도 포함), 대규모 말레이인 부대도 있었는데, 이들은 매우 뛰어난 전투원으로 평가받았다.
군대에 관해서는, 각 지역 추장들은 왕국을 돌아다닐 때 종종 그들을 동반하는 민병대를 소집할 수 있었다. 캔디 군대의 대부분은 현지 농민 징집병으로 구성되었는데, 이들은 전쟁 시 강제 동원된 비정규군으로, 약 20일치의 보급품을 가지고 다녔으며, 서로 연락이 끊긴 채 개별 단위로 움직이는 경향이 있었다. 캔디 군대가 점령한 영토를 유지하지 못했던 이유 중 하나는 병사들이 보급품이 떨어지면 보급을 위해 기지로 돌아가야 했기 때문에 병참 지원이 미흡했기 때문이었다.
1760년대에는 활과 화살이 총기로 대체되었다. 캔디안 총기 장인들은 유럽 총기보다 구경이 작고, 정확도를 위해 총열이 길게 연장된 본디쿨라(Bondikula)라는 경량 부싯돌 총을 제조하는 데 특화되어 있었다. 마하 투와쿠(Maha thuwakku)라고 알려진 더 큰 본디쿨라 총은 천보총으로 사용되었는데, 무게가 약 28kg이었고, 사수가 가슴부터 어깨까지 개머리판을 받치고 발사하는 삼각대 위에 설치되었다. 유럽식과 유사한 야전 포병 외에도 캔디안은 코디투와쿠와(kodithuwakkuwa)라는 산악전에 더 적합한 독특한 형태의 경량 대포를 개발했는데, 이는 나무 블록이나 철제 다리로 지지되는 나무 개머리판에 총열이 놓인 형태였다.

## 왕궁

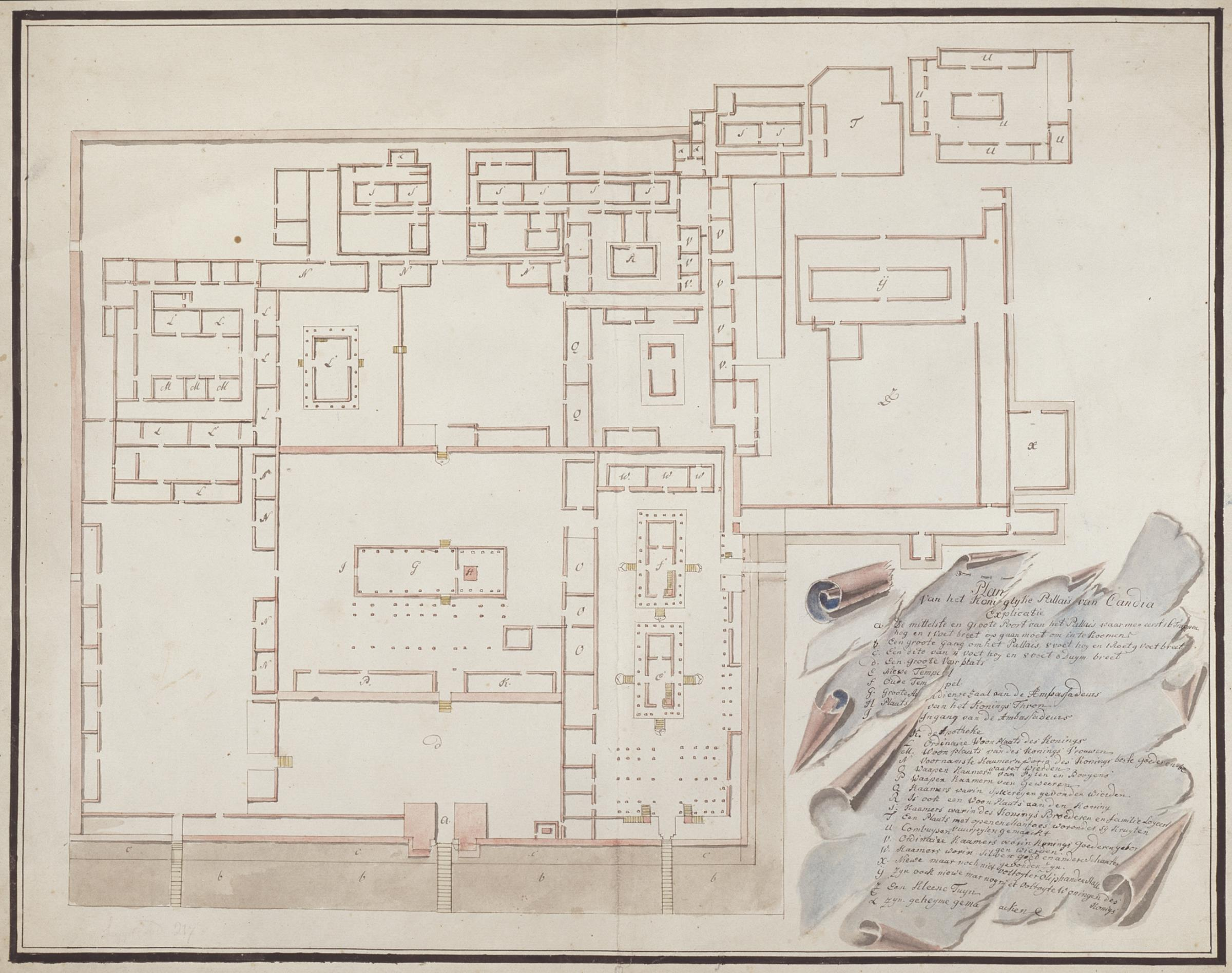
네덜란드인이 그린 1765년 캔디 왕궁 평면도

캔디 왕궁(싱할라어: කන්ද උඩරට මාලිගාව)은 스리랑카 캔디 시에 위치한 역사적인 궁전 단지로, 1815년 영국의 식민화 이전까지 캔디 왕국의 국왕들이 공식 거주지로 사용했다. 이 궁전 단지는 정교한 목재 및 석재 조각과 벽의 벽화로 장식된 전통적인 캔디안 건축 양식의 훌륭한 예이다. 이곳은 접견실, 왕비의 궁전, 왕의 궁전, 그리고 유명한 불치사를 포함한 여러 건물로 구성되어 있다. 세계에서 가장 존경받는 불교 사원 중 하나인 불치사도 궁전 단지 내에 위치하고 있다. 궁전 단지와 불치사는 모두 유네스코 세계유산으로 지정되어 있다.
캔디 시는 캔디의 왕들이 웅장함과 건축 기술을 과시하며 12주기의 멋진 패턴으로 건설했다. 그러나 왕국이 영국 침략자들에게 함락된 후, 한때 영광스러웠던 경관은 알아볼 수 없게 변형되었다.

## 경제
캔디의 비말라다르마수리야 1세의 통치 기간 동안 캔디 왕국의 경제를 발전시키기 위해 많은 조치들이 취해졌다. 그는 우바주의 철 산업과 코트말레, 왈라파네, 하리스파투와, 우바, 헤와헤타, 우두누와라, 야티누와라, 우두둠바라와 같은 지역의 농업을 개선하기 위한 조치를 취했다.
캔디 왕국의 수입품에는 견섬유, 차, 설탕이 포함되었고, 수출품에는 계피, 후추, 빈랑이 포함되었다.
캔디 왕국은 여러 가지 통화를 사용했는데, 그 중 일부는 이전 코테 왕국에서 유래한 것이었다. 은화 '리디(마사)'와 '파나마'는 16세기 말에 도입되었고, 금화 '란 파남'과 '란 마사'는 그 이전에 도입되었다. 나중에 '탄감 마사', '포디(작은) 탄가마', '리디야'가 도입되었다. 18세기에는 인도에서 유래한 '와라가마'와 동화 '살리'가 널리 사용되었으며, 1 '리디야'는 64 '살리' 동화와 교환되었다. 네덜란드의 영향으로 스터이버가 유통되어 싱할라족 사이에서는 '투투'라는 이름으로 불렸다. 갈고리 모양의 동전인 라린은 코테 왕국 시대에도 이미 사용되었으며, 페르시아 상인들에 의해 도입된 것으로 추정된다. 이들은 은 도금으로 현지에서 앙구투 마사(Angutu Massa)로 복제되었다.

## 행정 구역

### 구역
왕국 초창기에는 구역으로 나뉘었다.
| 명칭            | 현재 명칭                  | 현재 구역                   |
| --------------- | -------------------------- | --------------------------- |
| 마하누와라      | 우다 누와라 및 우다 팔라타 | 캔디구                      |
| 마탈레          | 마탈레                     | 마탈레구                    |
| 왈라파네        | 왈라파네 및 헤와헤타       | 누와라엘리야구              |
| 사트 코랄레     | 쿠루네갈라                 | 쿠루네갈라구                |
| 사트라 코랄레   |                            | 케갈레구                    |
| 툰 코랄레       |                            | 케갈레구                    |
| 사바라가무와    |                            | 라트나푸라구                |
| 우바            |                            | 모나라갈라구                |
| 웰라사          |                            | 모나라갈라구                |
| 빈텐나          |                            | 암파라구 및 바둘라구의 일부 |
| 타만카두와      |                            | 폴론나루와구                |
| 누와라 칼라비야 |                            | 아누라다푸라구              |

### 라타 와사마
라타 와사마는 캔디 왕국 마하누와라 지역 세분 구역의 지방 행정이었다. 아홉 개의 라타 와사마가 있었다.
우다 누와라
야티누와라
툼파네
하리스파투바
둠바라
헤바 헤타
코트말레
우다 불라트가마
파타 불라트가마

## 인구 통계

### 종교

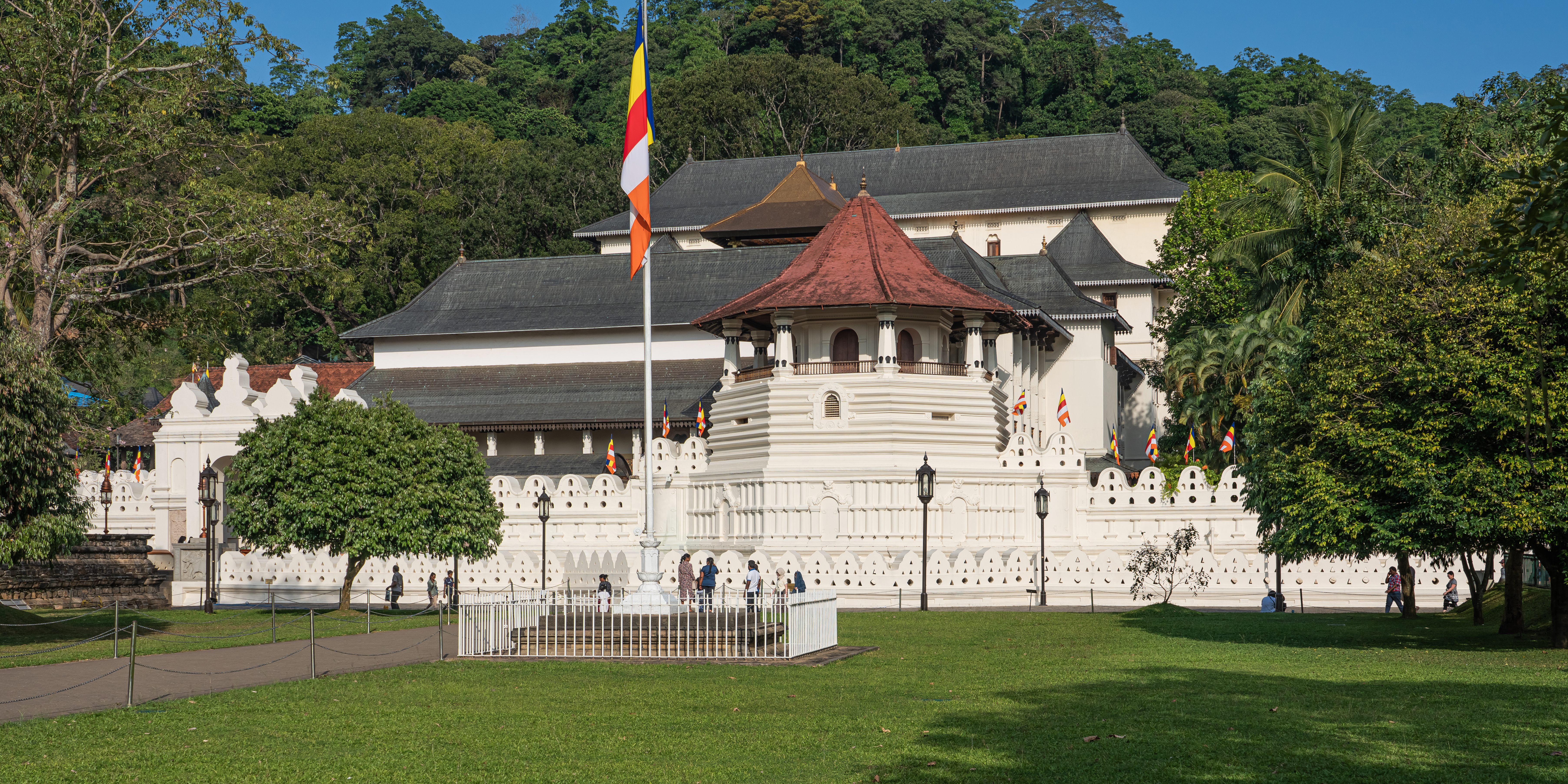
불치사는 스리랑카의 불교의 중심지이다.

국교는 불교였다. 포르투갈의 활동으로 인해 네덜란드 시대에는 수계받은 불교 승려들이 없었다. 나와크 왕조가 들어선 후 불교는 섬에 다시 확고히 뿌리내렸다. 비말라다르마수리야 1세의 왕조는 기독교인, 특히 네덜란드 점령 후 포르투갈 영토를 떠나 피난 온 천주교인들의 존재를 대체로 용인했다. 때로는 캔디 왕들이 천주교인들을 보호하기도 했는데, 가장 유명한 것은 비말라다르마수리야 2세가 요셉 바즈를 보호한 사례이다. 그러나 나와크 왕조가 들어서면서 종교 환경은 극적으로 변했다. 1743년 스리 비자야 라자싱하는 교회에 불을 지르도록 명령하고 신앙에 대한 전반적인 탄압을 시작했으며, 이는 키르티 스리 라자싱하가 중단을 명령할 때까지 계속되었다.

## 예술

### 회화
스리랑카 캔디 왕국 시대에는 대대로 숙련된 예술가들이 전통적인 예술 관습을 따랐다. 이 시기의 캔디 회화는 전통적인 모티프와 주제를 선보였으며, 선과 색을 강하게 강조하는 2차원적인 양식을 가졌다. 제한된 색상 팔레트에도 불구하고 생생하고 순수한 색상이 사용되어 인상적인 시각적 효과를 냈다. 데갈도루바와 쿠루네갈라의 리디 비하라에 있는 프레스코화는 1771년부터 1776년 사이에 재능 있는 승려 데바라감폴라 실바타나에 의해 제작된 전통 캔디안 예술의 주목할 만한 사례이다. 담불라 석굴 사원도 18세기에 유사한 예술 양식으로 재장식되었다. 쿠루네갈라 지역의 카발라레나 사원, 함반토타 지역의 물키리가라 사원, 텔바타의 토타가무바 라자마헤비하라, 도단두와의 사일라빔바라야의 다른 그림들은 데바라감폴라 실바타나 학파의 영향을 받은 예술가들의 작품으로 알려져 있다. 이 그림들은 양식의 다양성을 보여주며, 여러 예술가들의 참여 가능성을 시사한다. 이 시기의 캔디 그림들은

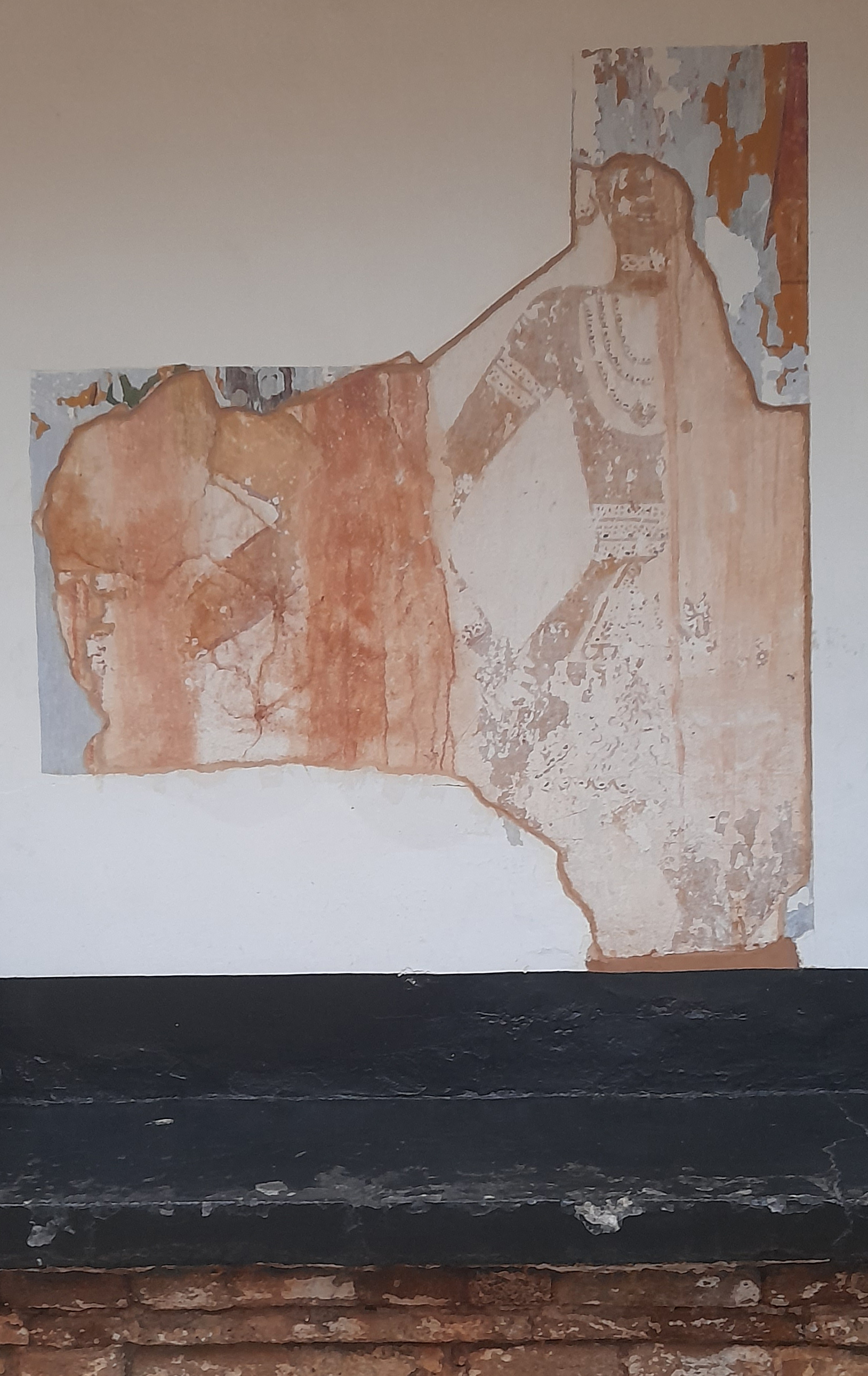
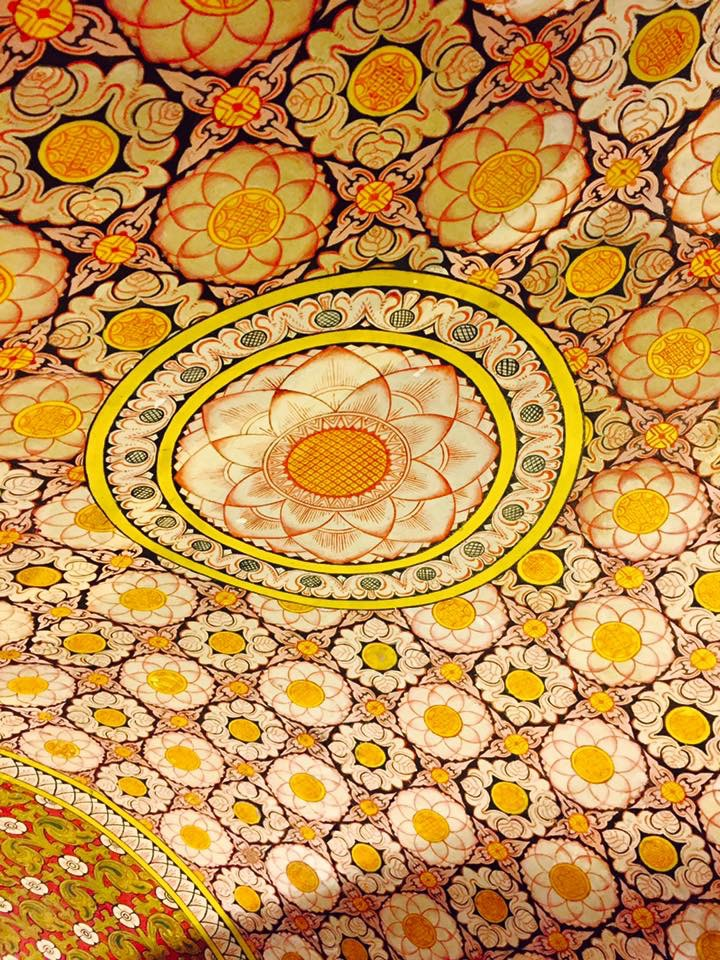
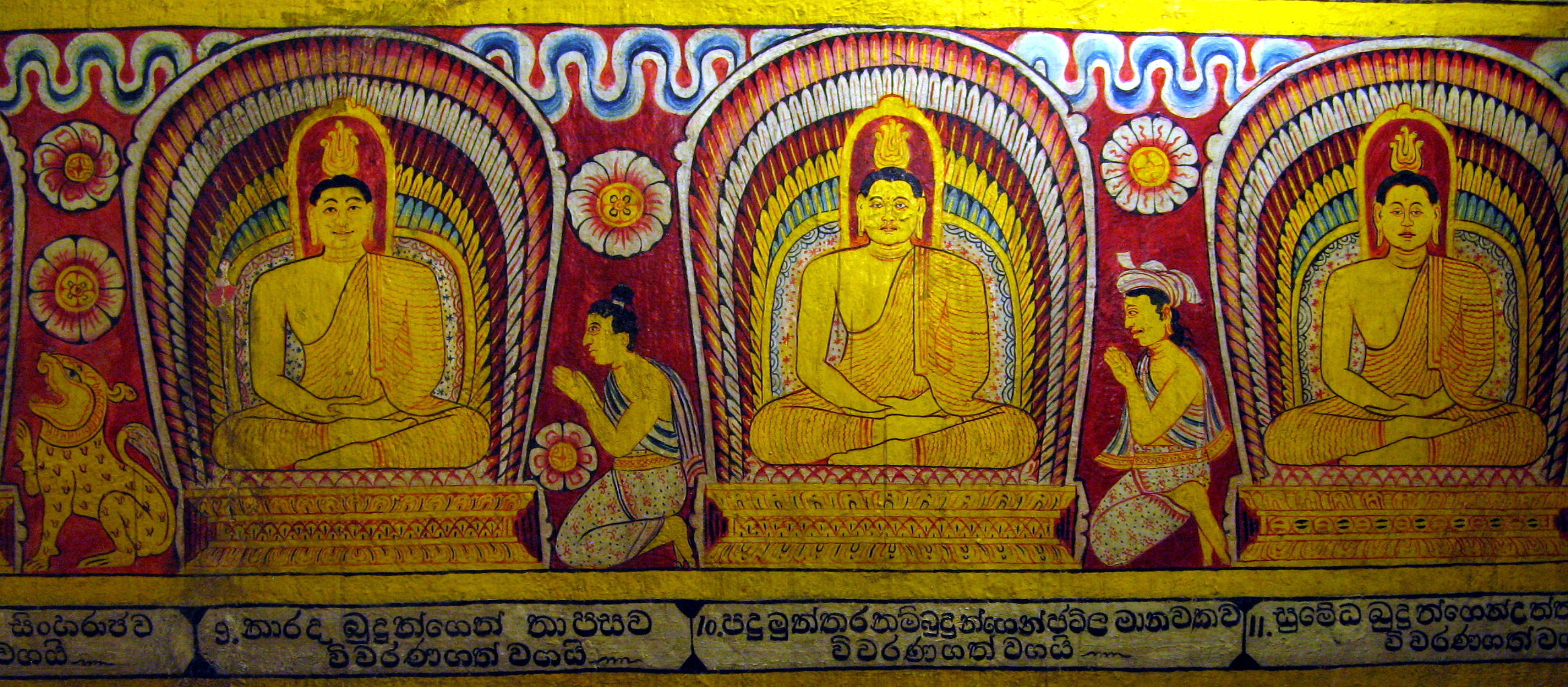
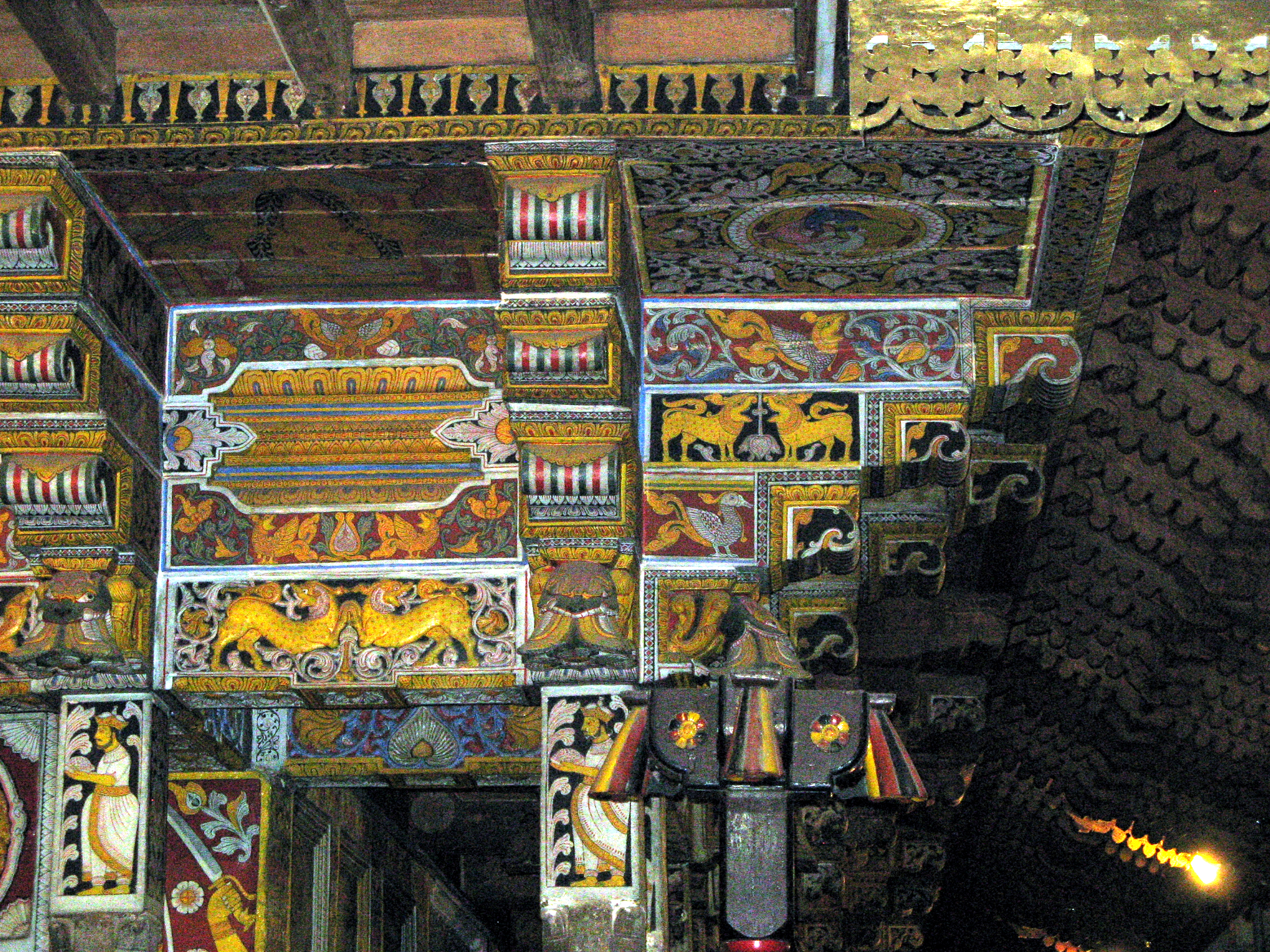
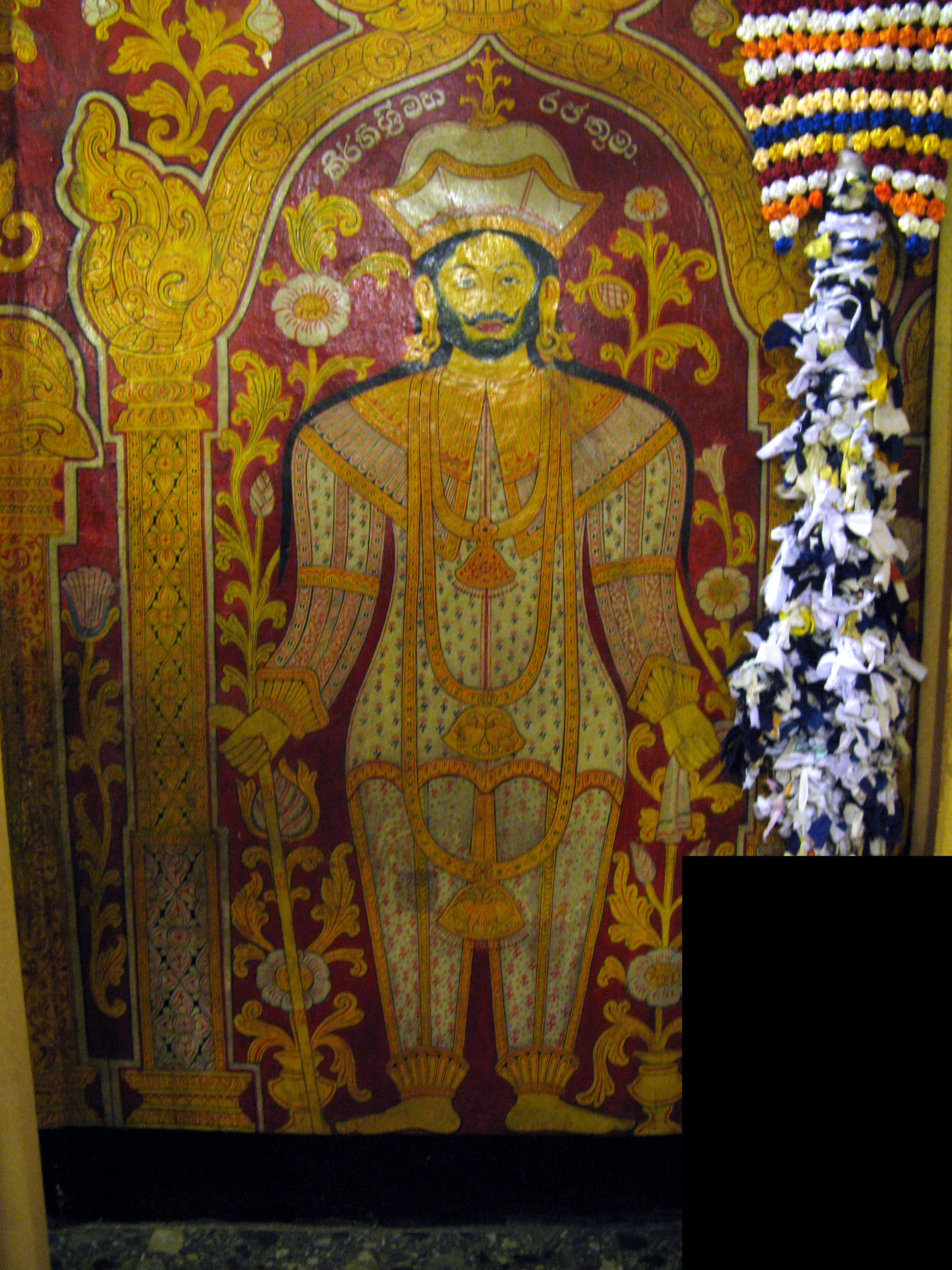

### 무용
캔디안 예술은 매우 섬세하고 아름다운 것으로도 유명하다. 그 한 예로 캔디 무용이 있는데, 이는 흐르는 듯한 동작과 화려한 의상으로 잘 알려져 있다. 사람들은 특별한 행사에서 캔디 무용을 자주 공연하며, 이는 스리랑카 문화의 중요한 부분이다.

### 보석 공예
또 다른 중요한 예술 형식은 캔디 보석 공예이다. 보석 세공사들은 귀한 보석과 금속으로 매우 섬세한 디자인을 만든다. 캔디안 왕실 사람들은 부와 지위를 과시하기 위해 이 보석을 착용했다.

## 건축
캔디 건축은 캔디 왕국에서 사용된 건축 양식이었다. 이 양식은 당시 두 지역 간의 긴밀한 연결로 인해 남인도 말라바르 지역의 건축 양식에 크게 영향을 받았다. 돌과 달리 나무는 캔디 건축에서 주된 건축 자재로 사용되었으며, 이는 말라바르의 건축 관행을 반영하는 것이었다.

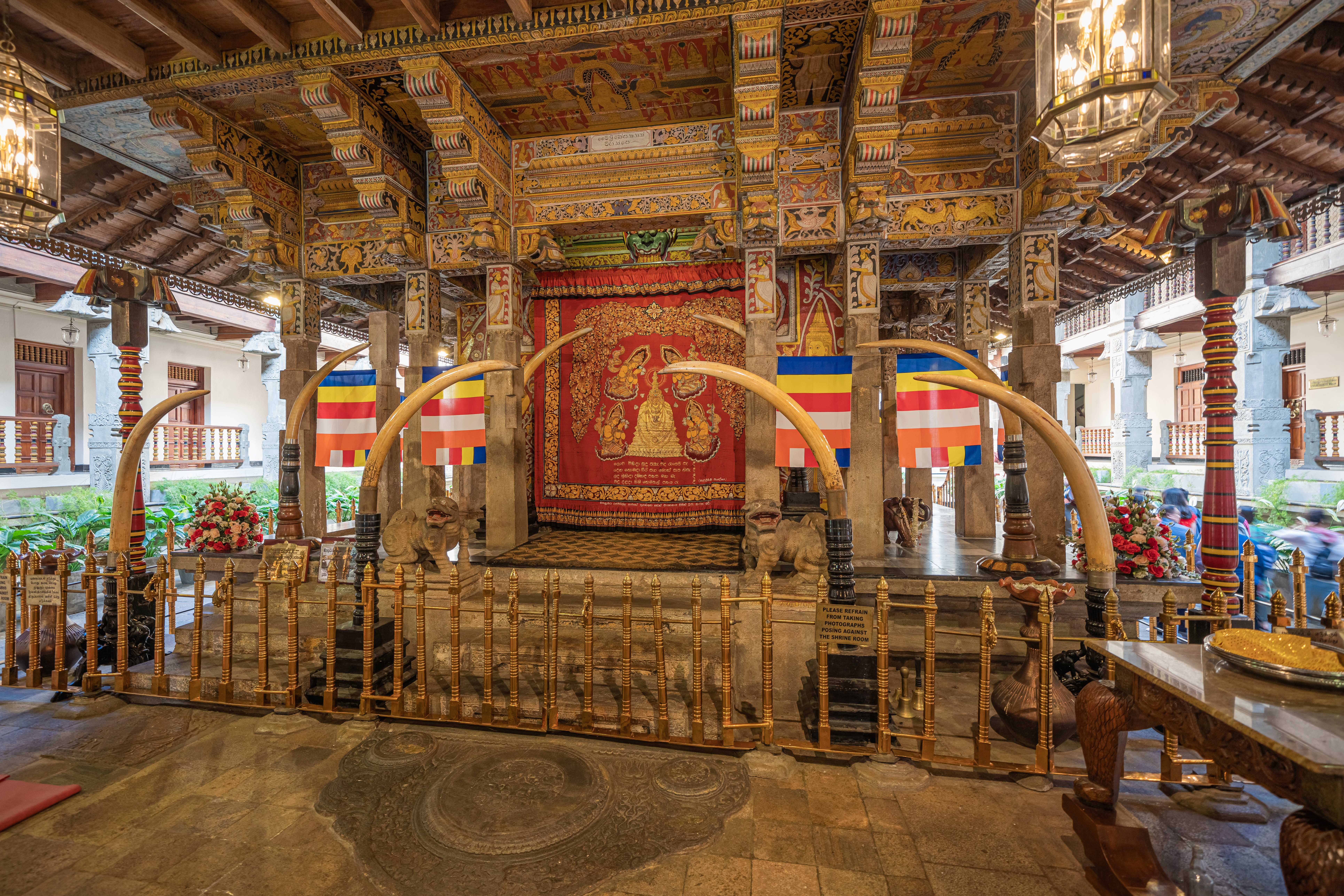
불치사 내부, 캔디. 역대 국왕들은 캔디 왕국이 존재하는 동안 사원을 확장하고 개선했다.

접견실은 캔디 건축이 환경에 어떻게 적응했는지를 잘 보여주는 훌륭한 예이다. 이 구조물은 정교하게 조각된 목재 기둥으로 지지되었으며, 이 기둥들은 나중에 달라다 말리가바에서 석재로 재현되었다. 또한 캔디 건축은 목재, 석재 또는 석조를 포함한 다양한 재료로 만들어진 기둥으로 지지되는 긴 베란다를 특징으로 했다. 이러한 구조물은 벽을 요소로부터 보호하기 위해 뾰족한 지붕과 돌출된 처마를 가졌다. 란카틸라카 비하라가 이 양식의 대표적인 예이다.

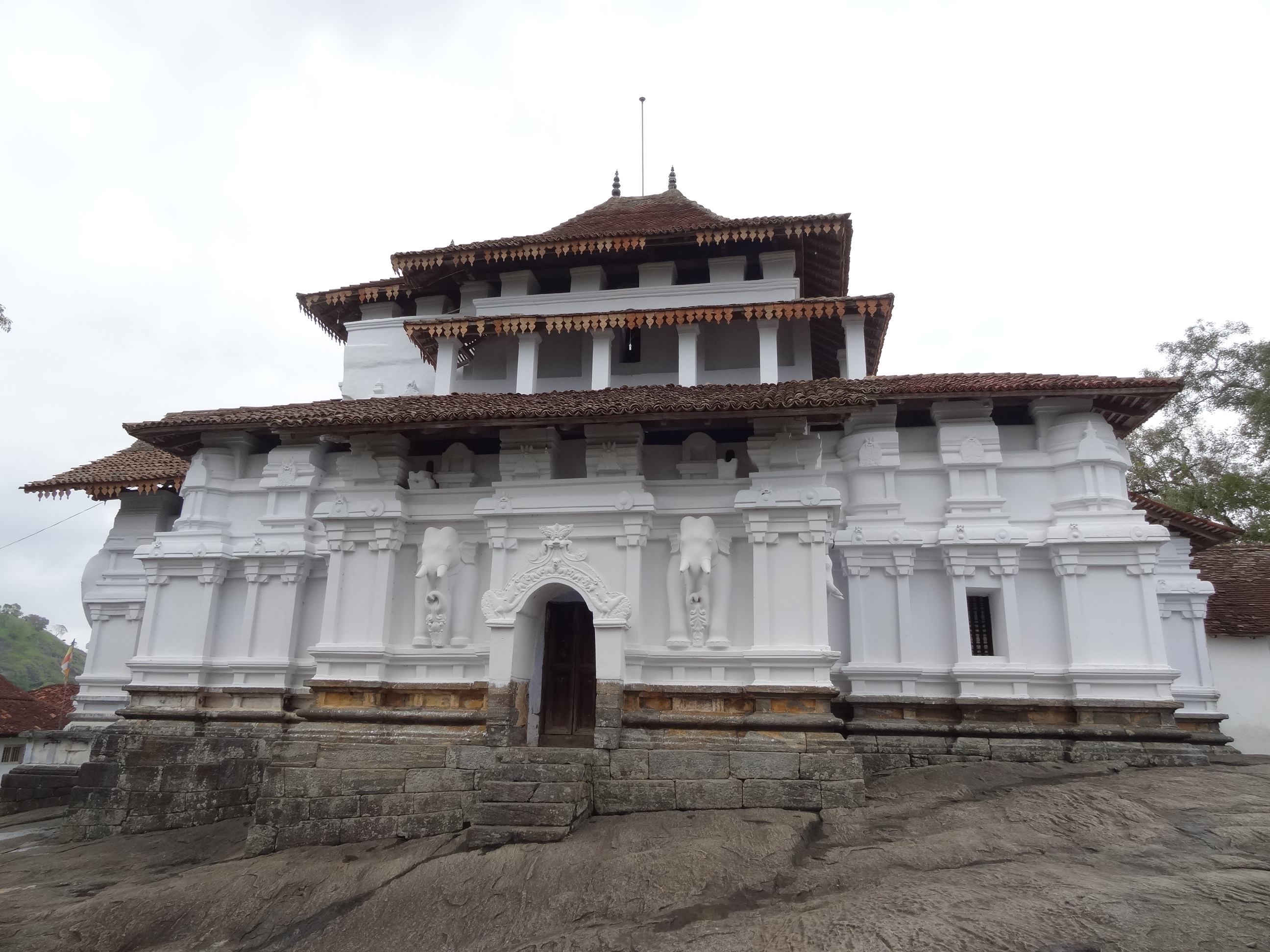
란카틸라카 비하라
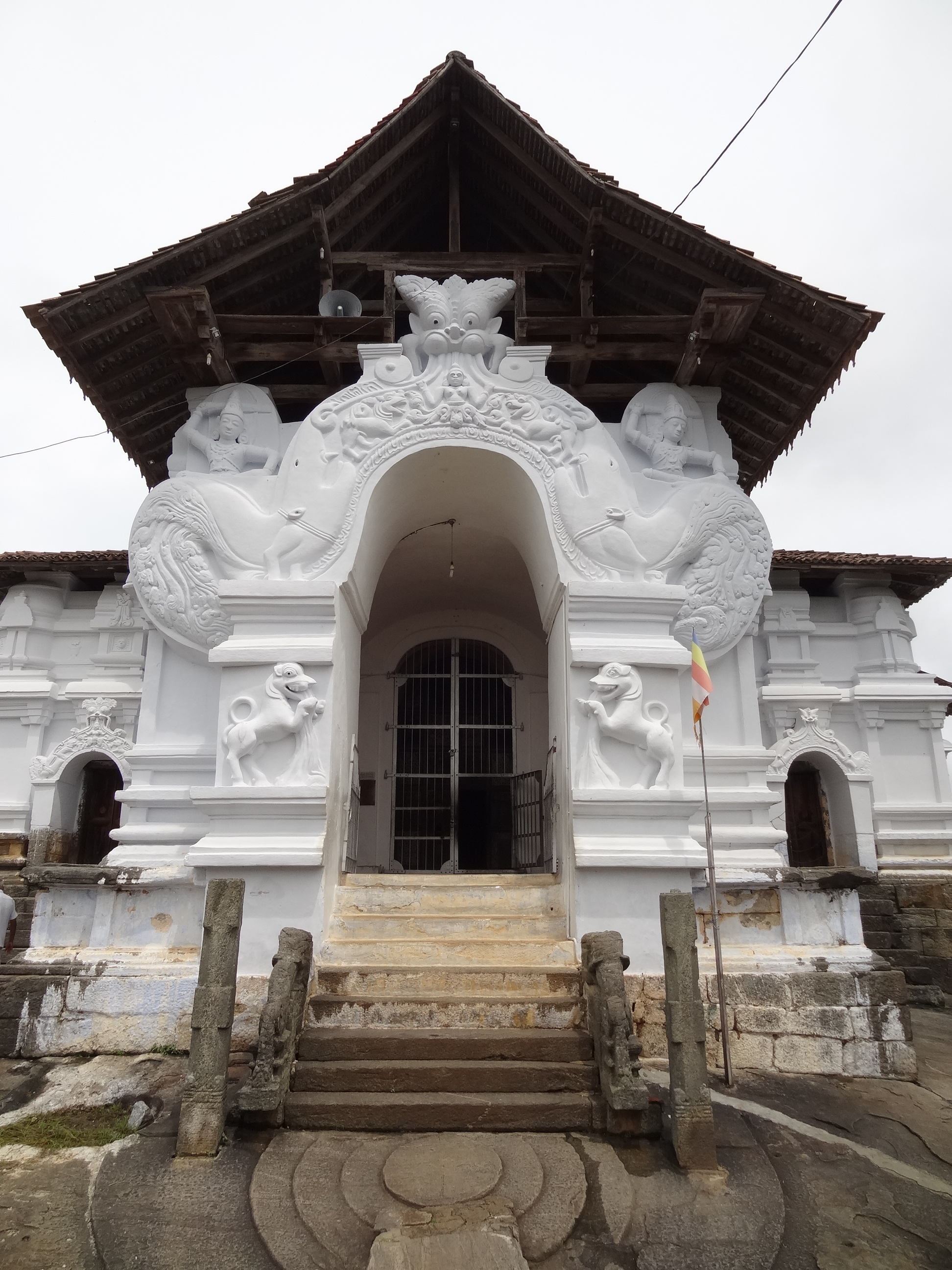
란카틸라카 비하라 입구
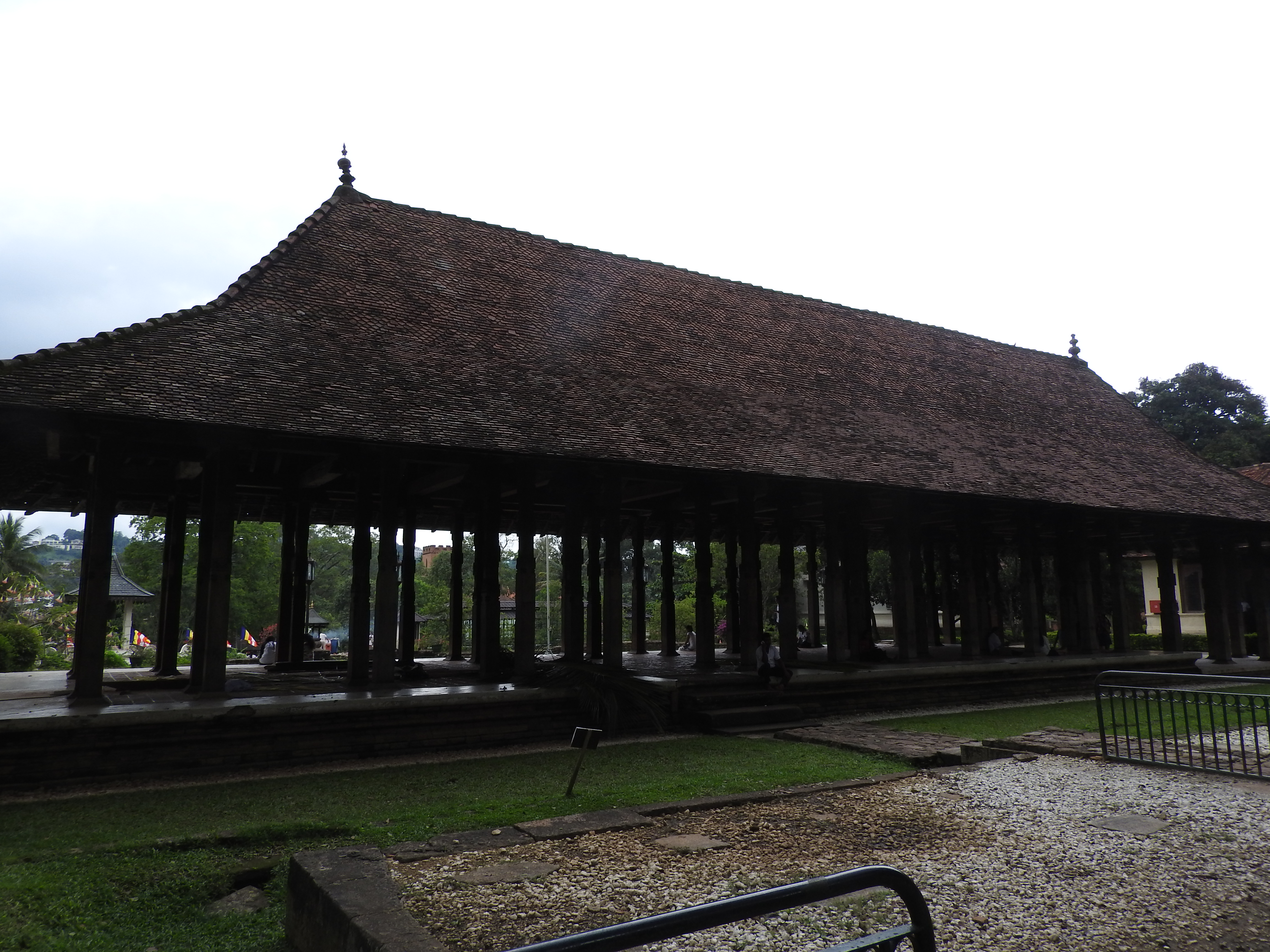
캔디 왕궁 접견실
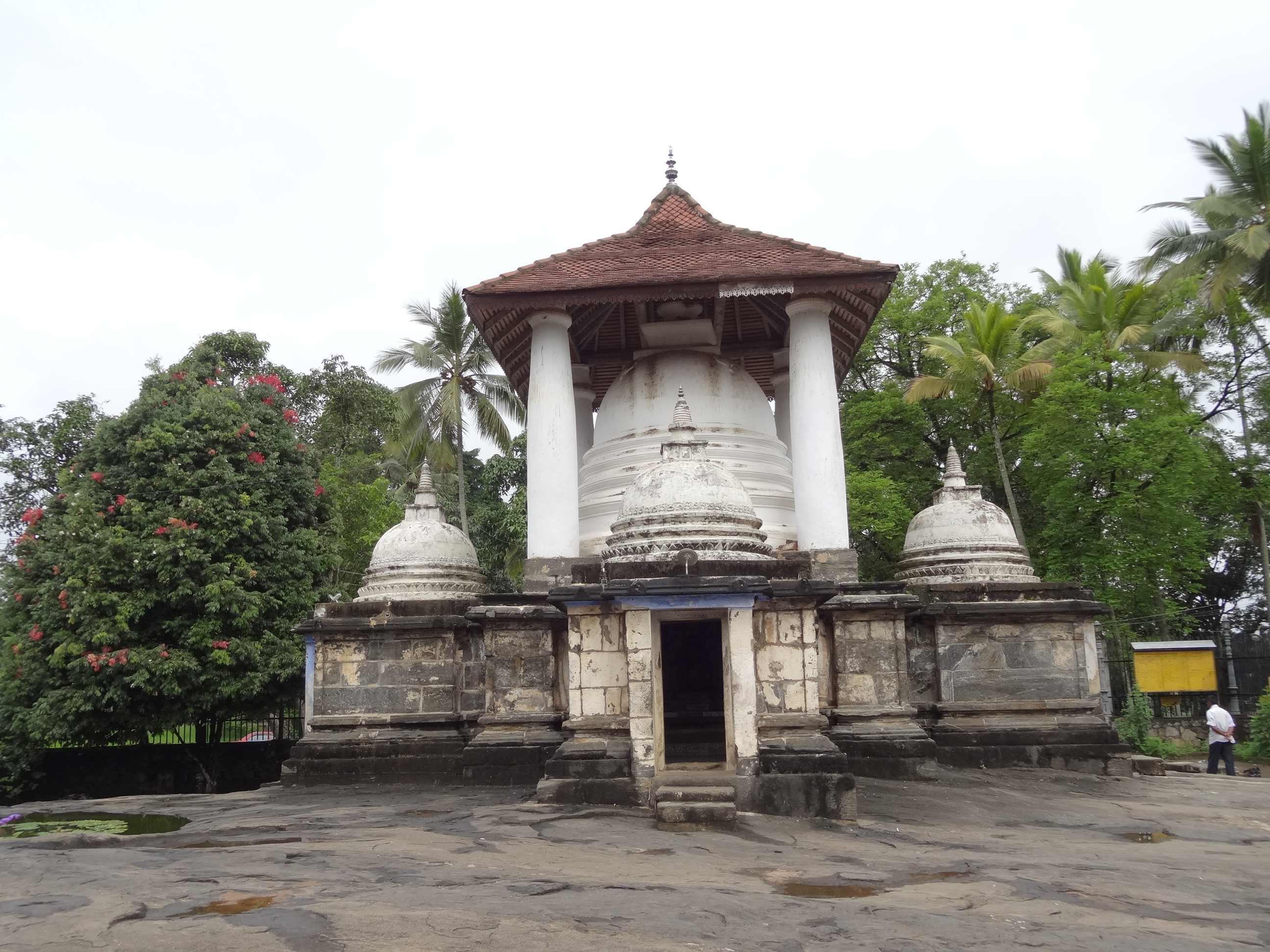
가달라데니야 비하라 다고바
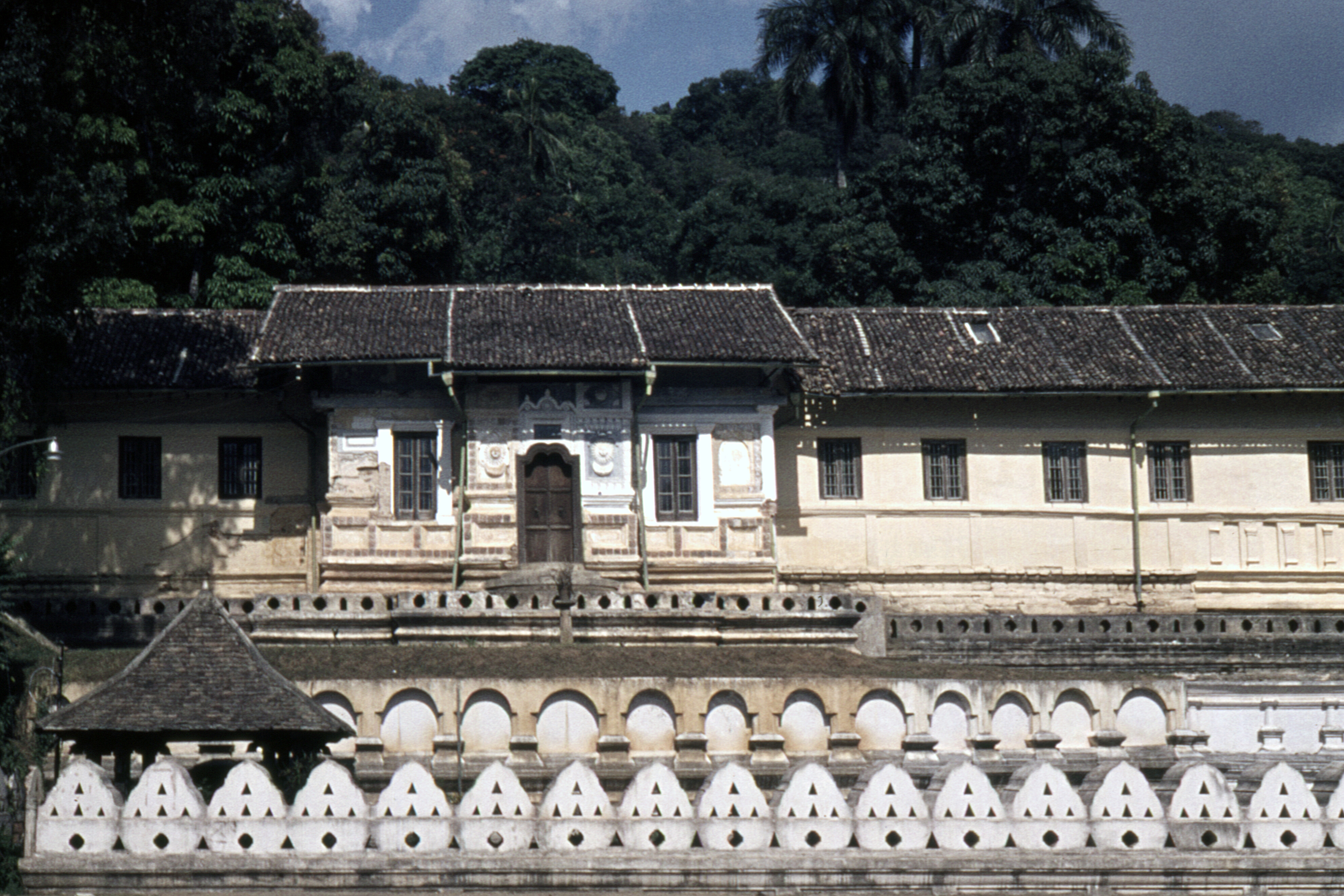
캔디 왕궁 왕의 숙소 옛 사진
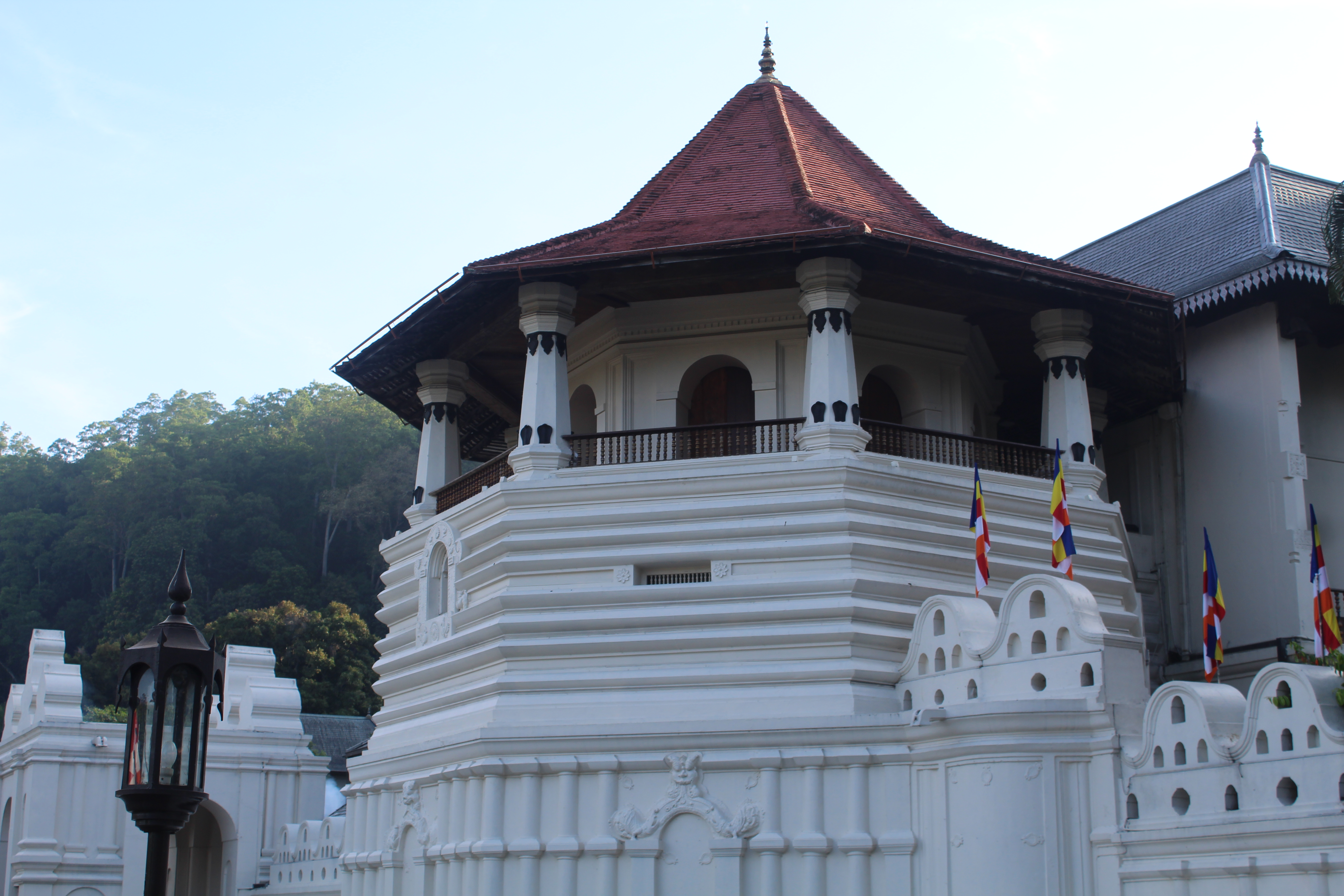
캔디 왕궁 팔각정

캔디안 건축가들은 탐피타 비하라를 도입하여 불교 건축 발전에 중요한 역할을 했다. 이 이미지 하우스는 높은 단 위에 지어졌으며 캔디안 불교 사원의 중요한 측면이 되었다. 일반적으로 이 사원들은 비구가 거주하는 판살라, 이미지 하우스가 있는 비하라, 그리고 스투파 또는 다고바를 특징으로 했다. 그러나 일부 사원에는 다고바가 없었다. 또한 거의 모든 사원에는 힌두교 신에게 바쳐진 신사인 데발레가 있었다. 힌두 신의 조각상은 보통 부처의 조각상과 같은 지붕 아래에 안치되었다.

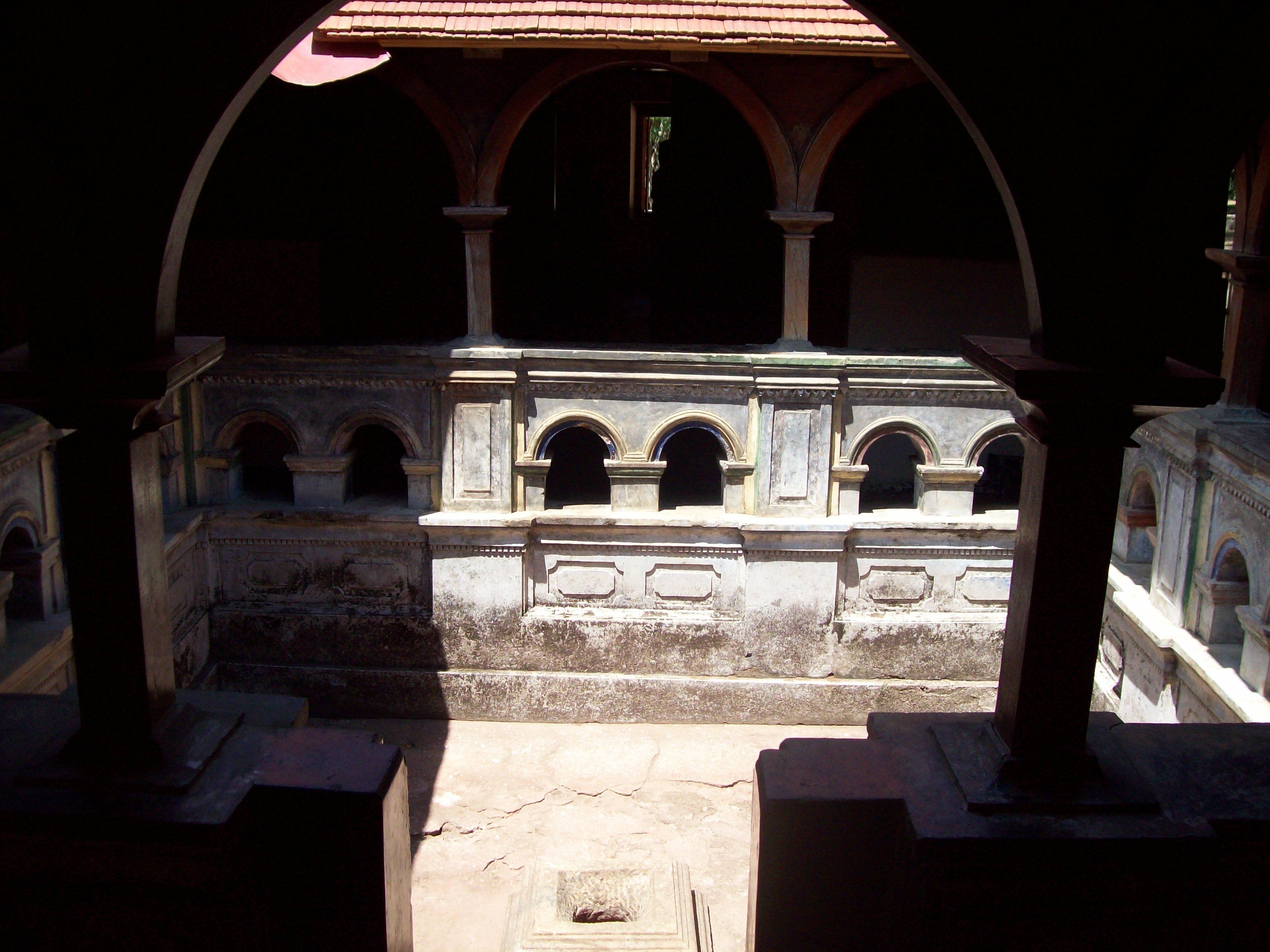
마두완웰라 왈라와에 있는 중앙 안뜰

일반인들의 주거지는 소박했으며, 단층 건물로 구성되었고, 가장 기본적인 것은 방이 하나뿐이었다. 이 주거지들은 나무 골조 주위에 진흙 벽이 세워졌고, 초가 지붕과 진흙과 소똥을 섞어 만든 윤기 나는 바닥을 가졌다. 상류층은 왈라와스(Walawwas)라고 불리는 더 세련된 구조물에 살았는데, 이들은 종종 내부 벽에 다듬지 않은 창문이 있었다. 왈라와스의 방들은 보통 "하타라스 미둘라(hataras midula)"라고 알려진 중앙 안뜰을 중심으로 배열되었으며, 이 안뜰은 하늘에 노출되어 있었다.
캔디 왕국 시대의 조각 예술은 아누라다푸라와 폴론나루와 시대보다 덜 인상적인 것으로 여겨졌다. 이는 특히 그 시대에 만들어진 문스톤에서 명확히 드러난다. 문스톤은 상징적 의미를 잃고 다양한 모양과 디자인을 특징으로 하는 단순한 장식으로 전락했다. 달라다 말리가바에서 발견된 문스톤은 이러한 현상의 대표적인 예로, 길게 늘어진 끝부분과 고도로 관습화된 형태를 가지고 있다. 시기리야, 폴론나루바, 캔디 왕국 전통 사이에는 직접적인 예술적 연관성이 없다는 점에 주목할 가치가 있다.

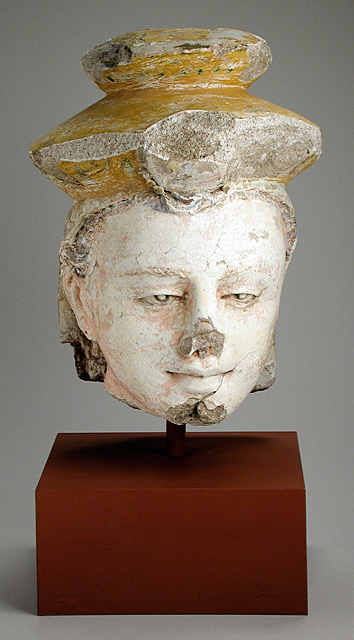
16세기 마하비하라 빈기리야의 캔디 시대 조각상, 치장 벽토로 제작되어 채색으로 장식됨
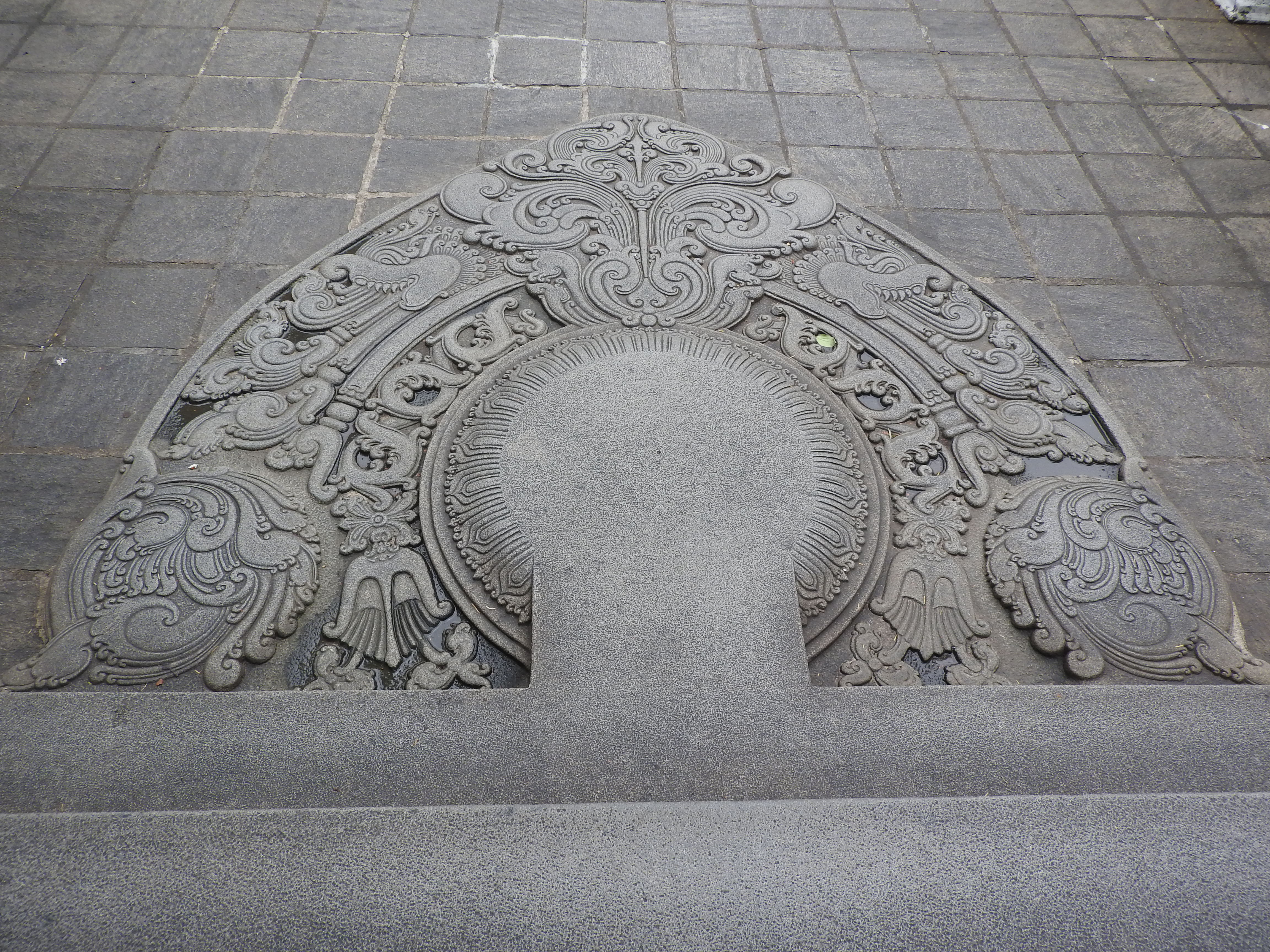
문스톤

## 같이 보기
- 스리랑카의 역사